# Mănăstirea Logrești

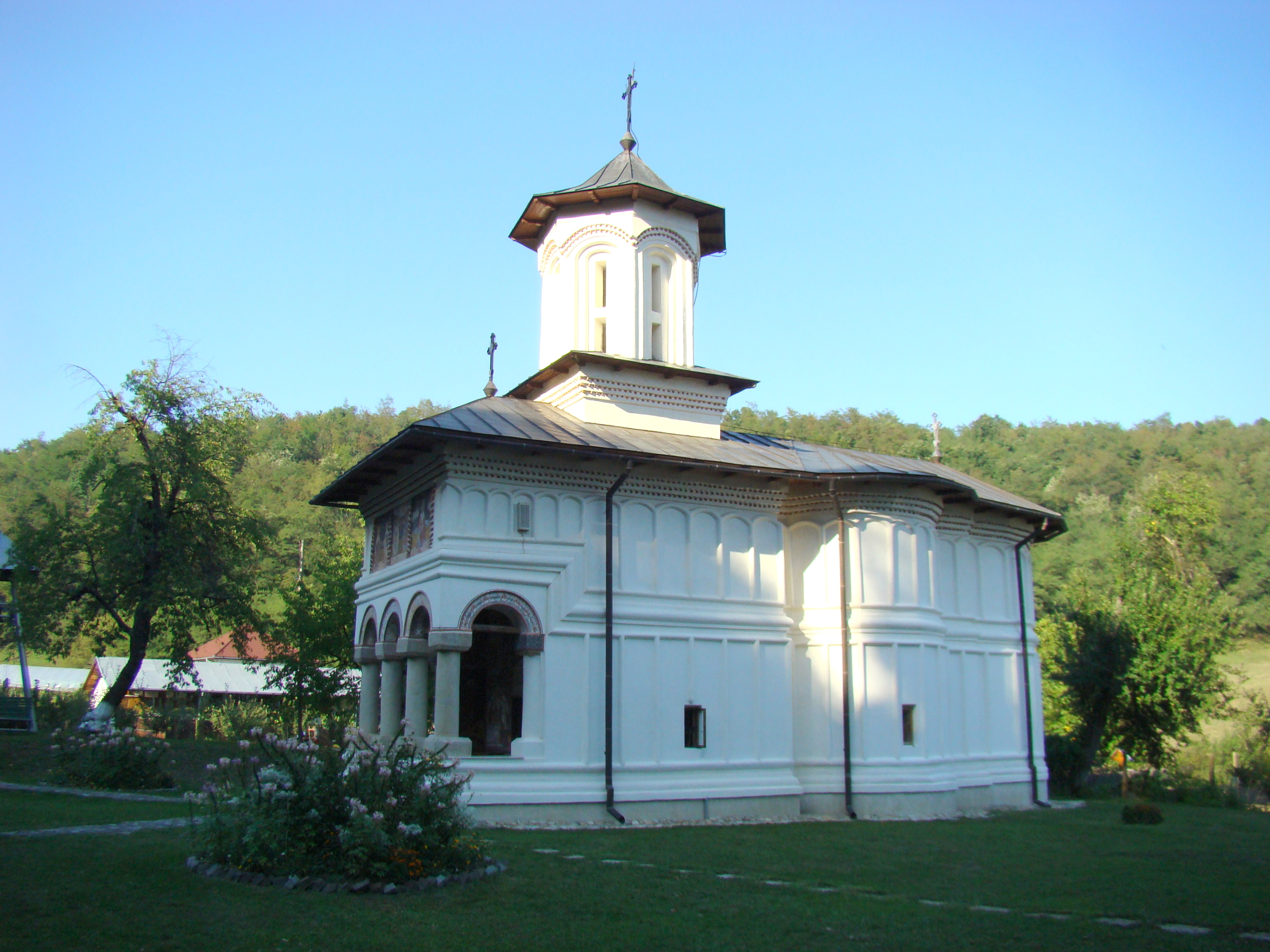
Biserica „Sfinţii Ioachim și Ana” a Schitului Logreşti, foto: august 2015.

Mănăstirea Logrești este o mănăstire ortodoxă de maici situată în localitatea Târgu Logrești, județul Gorj. Așezământul monahal este mai puțin cunoscut, datorită faptului că viața monahală s-a desfășurat cu intermitență, în urma vitregiilor istoriei, dar și datorită poziției mai izolate, în afara localității, la capătul unui drum de țară, dincolo de albia râului Amaradia. Biserica mănăstirii, ce poartă hramul Sfinților Ioachim și Ana (9 septembrie), figurează pe lista monumentelor istorice sub codul LMI:  GJ-II-a-B-09409.

## Istoric
Biserica schitului Logrești, cu hramul Sfinții Ioachim și Ana, a fost construită în a doua jumătate a secolului al XVIII-lea de familiile craiovene Pandia, Obedianu și Oțetelișanu, împreună cu preotul Ion Tândălescu, din satul vecin Frunza. S-a zidit din cărămidă, în formă de cruce, în stil brâncovenesc, de meșteri necunoscuți. Nu se cunoaște exact data terminării. Se poate afirma sigur că în anul 1769 era gata, căci la acea dată, ctitorul Tândălescu, devenit între timp egumen, sub numele de Iosif ieromonahul, face un act de închinare a schitului ca metoc al Episcopiei Râmnicului. O pisanie veche ne spune următoarele: „Având râvnă bună, numitul părinte ieromonah Ion ca să facă o biserică de piatră pe cureaua moșiei Sfinției sale din Tândălești, făcând și gătirea numai cu cărămidă și neîngăduindu-l fiul său Stancul dimpreună și cu alți moșneni au mers și s-au învoit cu Costache Pandia și soția sa Ilinca, cari i-au dat patru fălci de loc în hotarul Logreștilor, unde a cărat cărămida ce avea făcută și cu cheltuiala lor a înălțat schitul”. Iosif ieromonahul moare în 1772, crucea lui funerară, cu indicația acestui an, a fost văzută în curtea bisericii, în anul 1901, de Alexandru Ștefulescu. Azi ea nu mai există. În anul 1785, ctitorul Costache Pandia înnoiește închinarea făcută de Iosif ieromonahul.  Ambele acte sunt copiate în condica Episcopiei Râmnicului. În 1808, a fost așezată, deasupra ușii, în exterior, următoarea pisanie, care s-a păstrat până astăzi: „Această Sfântă și Dumnezeiască biserică ce se numește Schitul Logrești din temelie s-a început și s-a și isprăvit cu osteneala și cu toată cheltuiala acestor ctitori pomenește Doamne: Costache Pandia (biv vel sărdar), cocoana Ileana Obedeanca (soția dumnealui),  cocoana Păuna cia (soția) dumnealui,  Constantin Oțetelișanu, fiul dumnealor,  cocoana Smaranda, soția dumnealui,  Nicolae, Gheorghe, Sevastița, fiii dumnealor, popa Ion Tândălescu, călugărul, preoteasa Hreșova, soția lui, Pătru, Stancu, Maria, Ancuța, Dumitru, feciorii lor, acum întracești ani 7316. Logofătul Alisandru Tândălescu pitrop Septembrie 15”.
Viața monahală nu a avut continuitate în acest schit.  Pe la mijlocul secolului al XIX-lea, biserica a mai fost reparată. Între 1830-1840, servea ca biserică de mir cu hramul „Sfinții Voievozi”, în loc de „Sfinții Împărați Constantin și Elena”, cel pus de ctitori. Apoi, sfântul lăcaș a fost cu totul părăsit, după secularizarea averilor mănăstirești. La începutul secolului trecut nu mai erau nici monahi, nici clădiri anexă, biserica era în ruină, averile cotropite de proprietarii vecini. Între anii 1911-1914 este restaurată de proprietarii Tănăsache și Elena Dumitrescu Negrea. Tot atunci se construiește și un paraclis, pe dâmbul dinspre apus, azi dispărut. Zugravul Belgun, din Hurezani, restaurează pictura, însă fără artă. Preoții din sat mai slujeau uneori aici. Evenimentele din 1914-1918 împiedică stabilirea unei vieți monahale. Biserica începe iarăși să se ruineze.
În 1932, la îndemnul P.S. Vicarul Nifon Criveanul, începe restaurarea în forma actuală cu cheltuiala doamnei Magdalena Mihai Săvoiu și a altor buni creștini. Se construiește o clădire cu etaj pentru monahii slujitori. Schitul a fost înzestrat de doamna Magdalena Mihail Săvoiu cu 5.500 mp pădure și un hectar teren agricol, pe care s-au sădit pomi fructiferi și vie. Stareți au fost, în ordine, Iuvenalie Cralnic, Chiril Șaramet, Martinian Rădulescu, Damian Tivig și Gherasim Manda. La școala de meserii din Vădeni s-a lucrat mobilierul din interiorul bisericii: ușile de la intrare, ușile împărătești, sfeșnice, strane, iconostas, jilțul arhieresc. Biserica se acoperă cu șiță. Pictorul Vasile Avramescu lucrează patru ani la restaurarea picturii în forma ei veche, după ce înlătură adăugirile inestetice ale restauratorilor anteriori. La 17 noiembrie 1940 Sfântul Schit este sfințit de Î.P.S. Mitropolitul Nifon Criveanul.
În 1960, Schitul Logrești a fost desființat, în urma unui decret dat de comuniști, devenind biserică a parohiei Logrești. În anul 1976, biserica schitului de la Logrești a fost declarată monument istoric. Au început reparațiile, sub conducerea preotului paroh Ioan I Popescu, s-au acoperit cu șiță de brad: biserica, clopotnița și casa stăreției. 
Abia pe la începutul anului 1990, în așezarea monahală din Logrești se repun bazele vieții monahale, la inițiativa  ÎPS Nestor Vornicescu, mitropolitul Olteniei din acea vreme, schitul fiind redeschis de un grup de maici venite de la Mănăstirea Polovragi. Mai apoi, în anul 1992, schitul devine mănăstire de maici.

## Trăsături
Pictura interioară este în ulei, în stil bizantin, făcută de pictori necunoscuți. Starea de conservare este bună. În exterior nu există decât pe frontispiciu trei icoane în frescă, reprezentând cele trei hramuri pe care le-a avut succesiv biserica. În pronaos sunt zugrăviți ctitorii arătați în pisanie.
Biserica are un pridvor deschis, susținut de șase coloane, bolta și zidul dinspre pronaos fiind zugrăvite în frescă. Catapeteasma este din zid, iar turla, de formă octogonală, este așezată peste pronaos. Fațadele exterioare ale bisericii poartă un brâu median înconjurător, însoțit deasupra și dedesubt, la douăzeci de centimetri distanță, de un alt brâu, mai subțire. Atât deasupra brâului, cât și sub el, sunt firide mari, nezugrăvite. O clopotniță pe schelet metalic a înlocuit vechea clopotniță din lemn, ce se afla în dreapta bisericii, la vreo 25 de metri distanță, și era încadrată de o poartă masivă, tot din lemn, prin care se intra înăuntru.

## Imagini din exterior

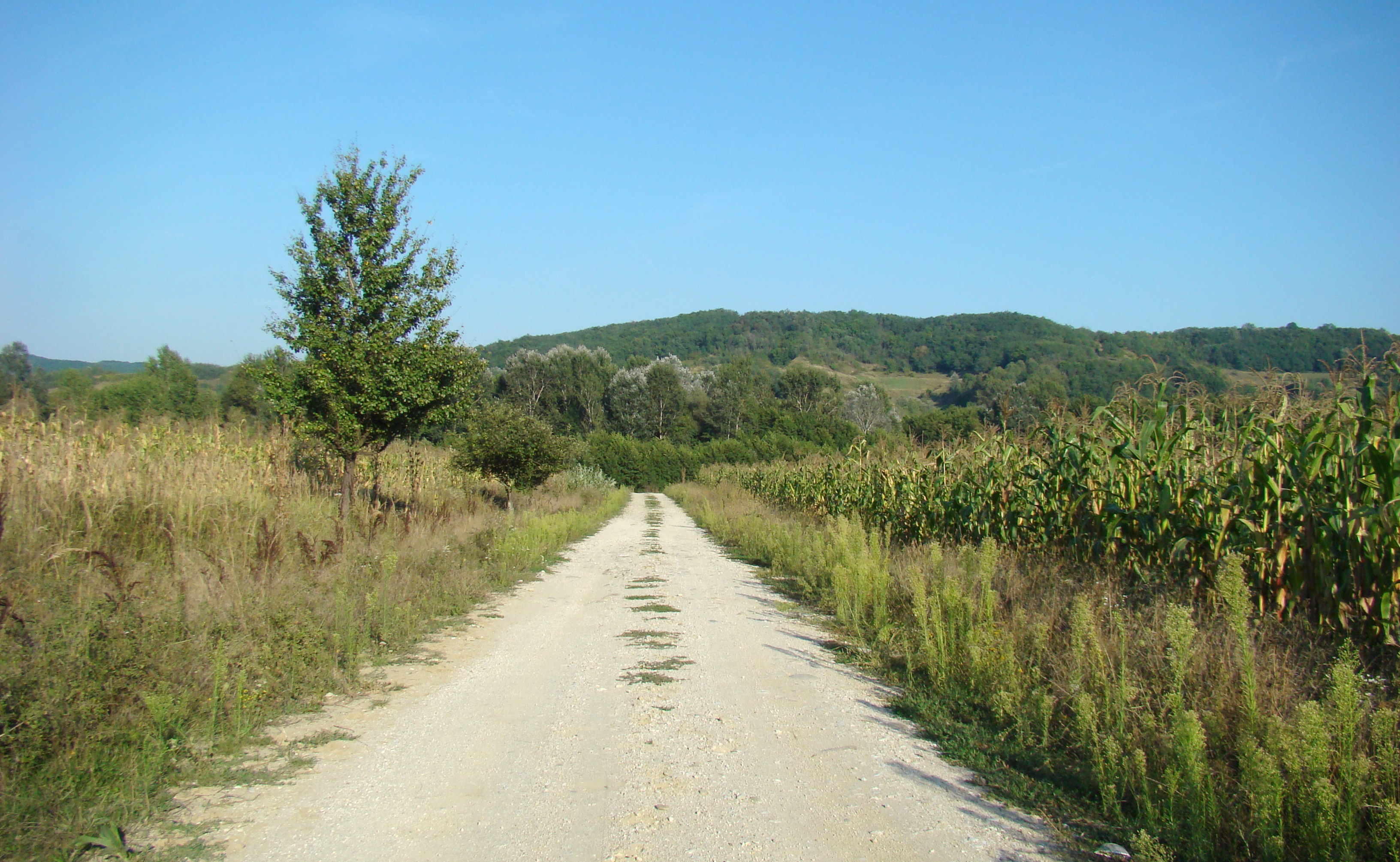
Drumul spre mănăstire
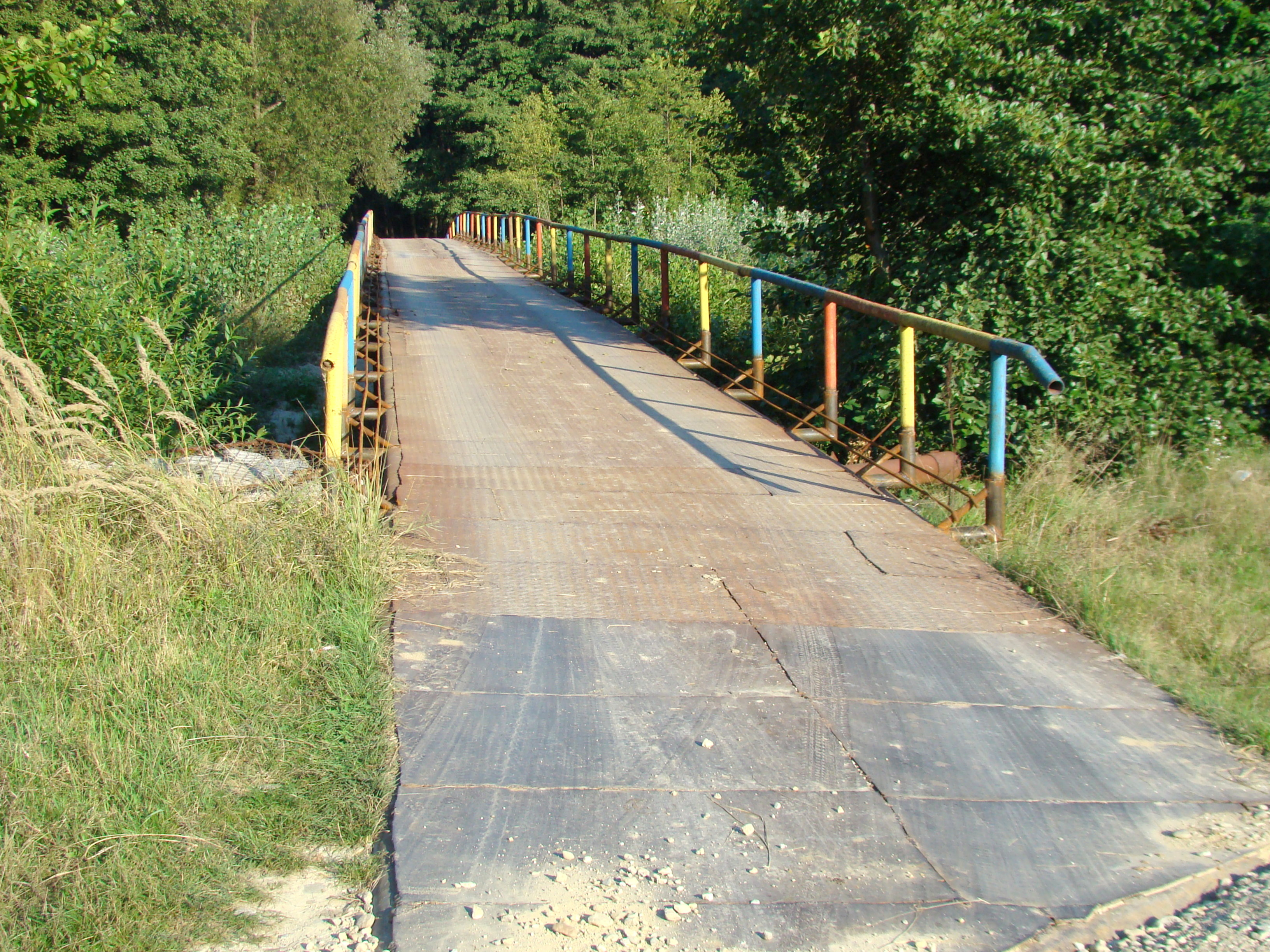
Singura cale de acces auto: podul improvizat peste râul Amaradia (numai pentru maşini mici)
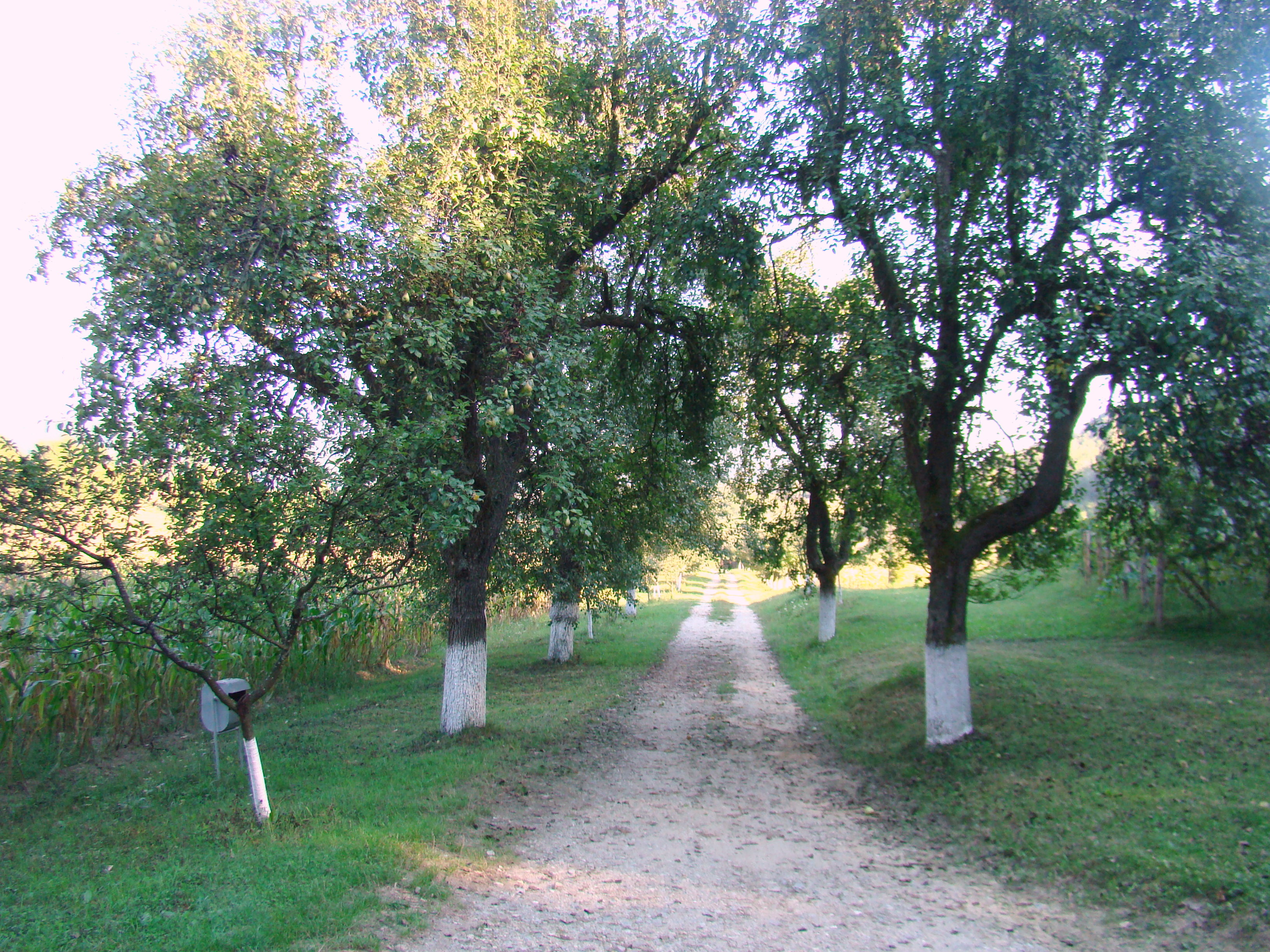
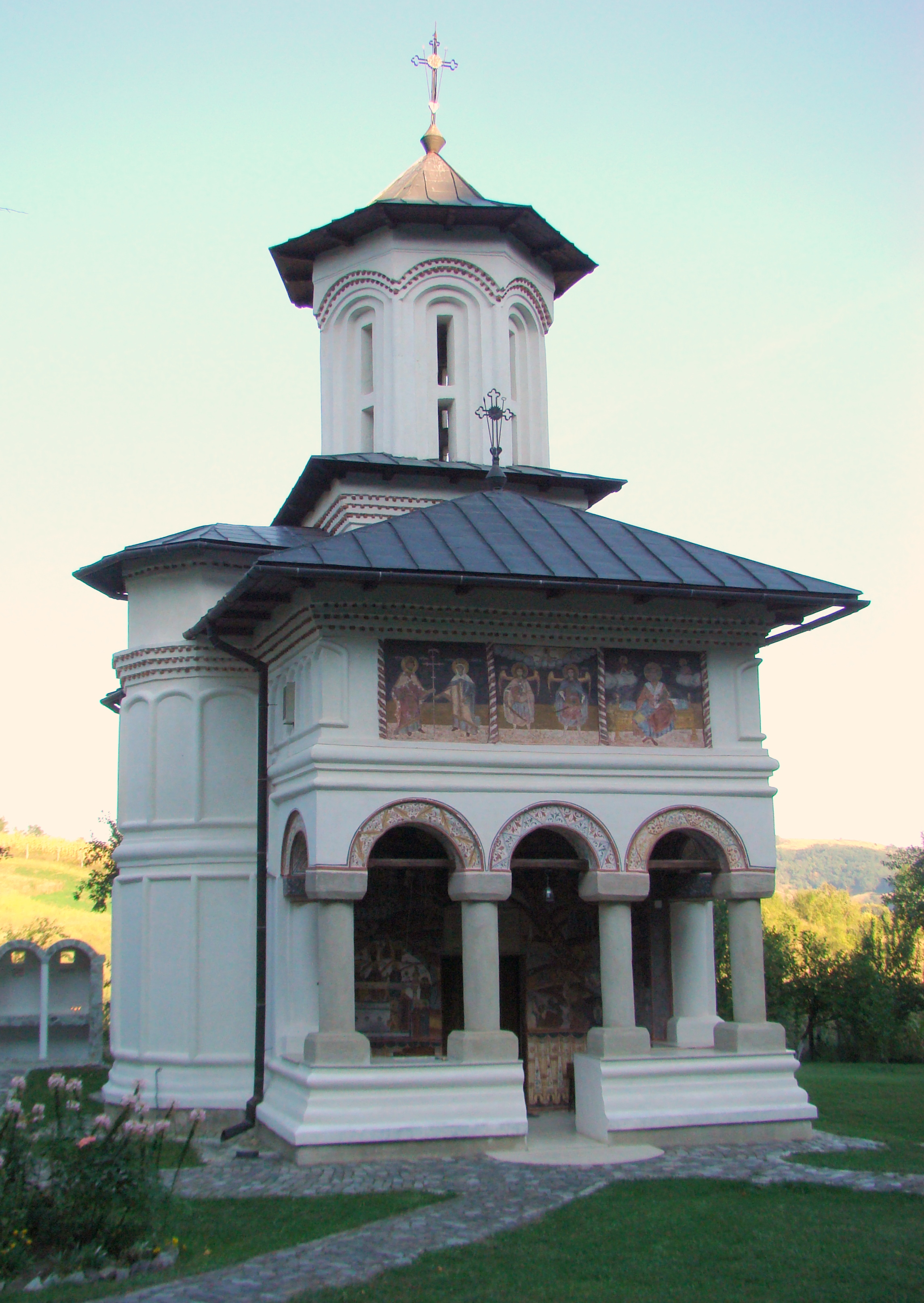
Biserica (vest)
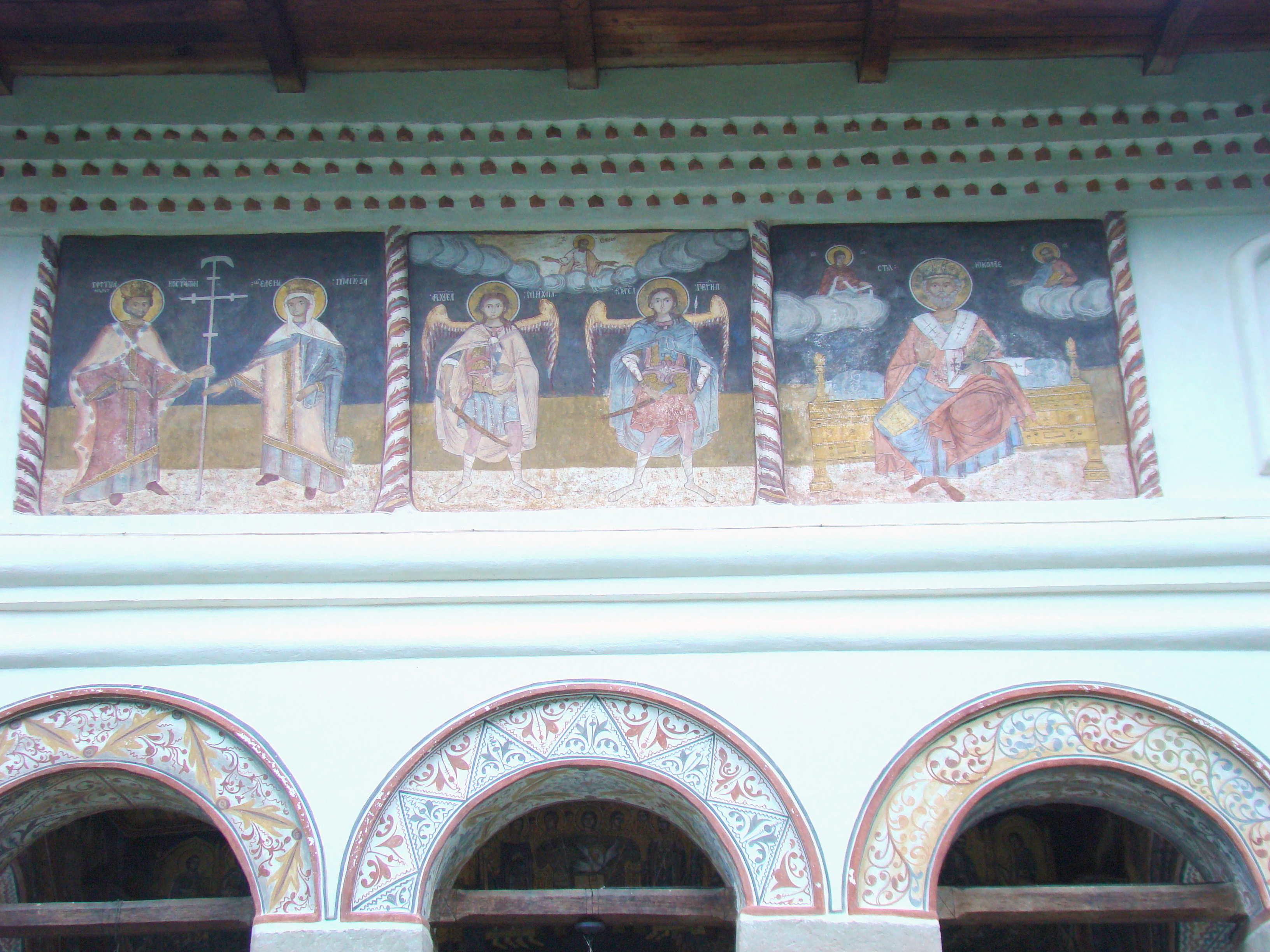
Icoanele de hram de pe frontispiciu
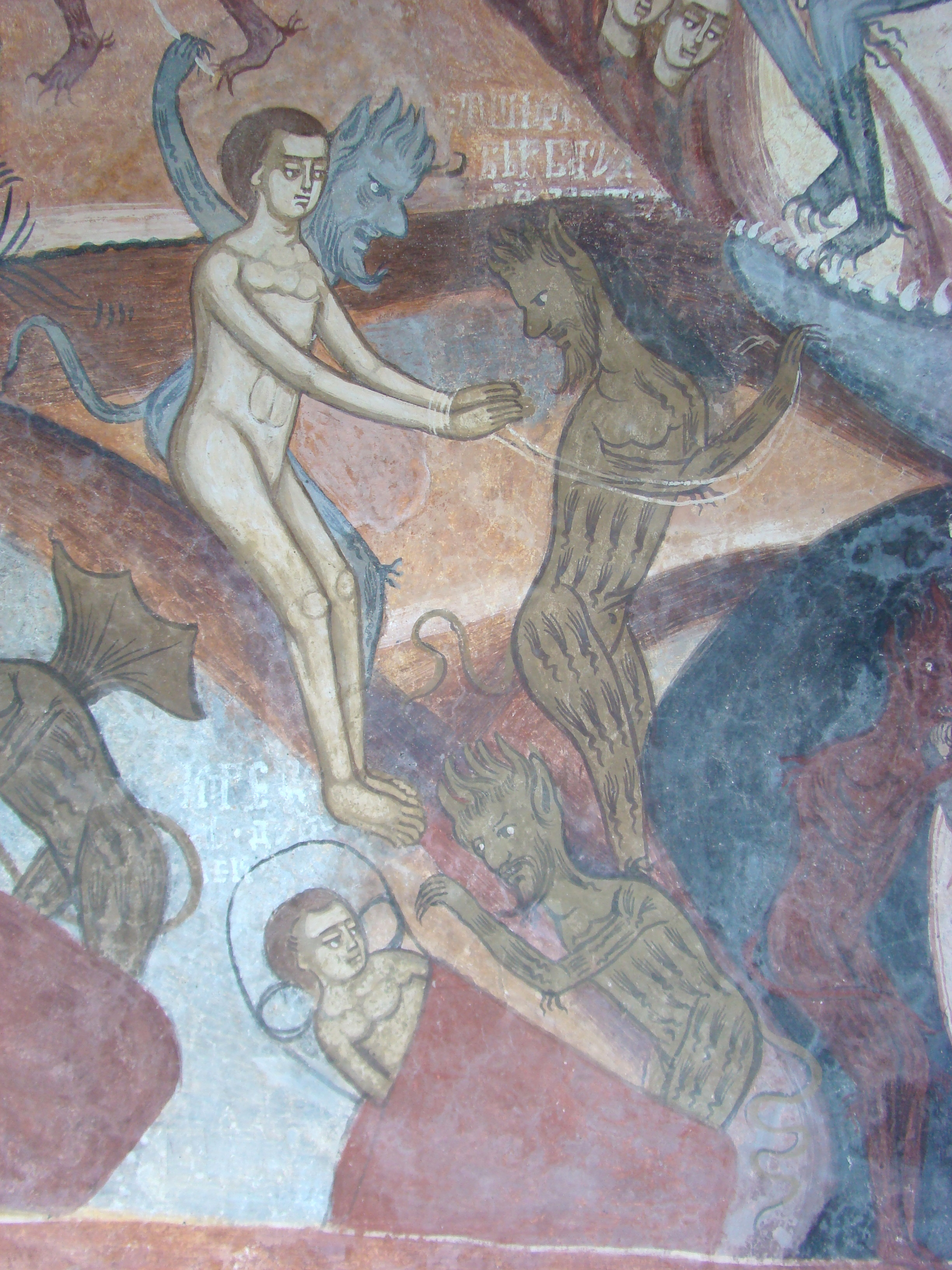
Pictura exterioară, peretele de vest, reprezentarea iadului (detaliu)
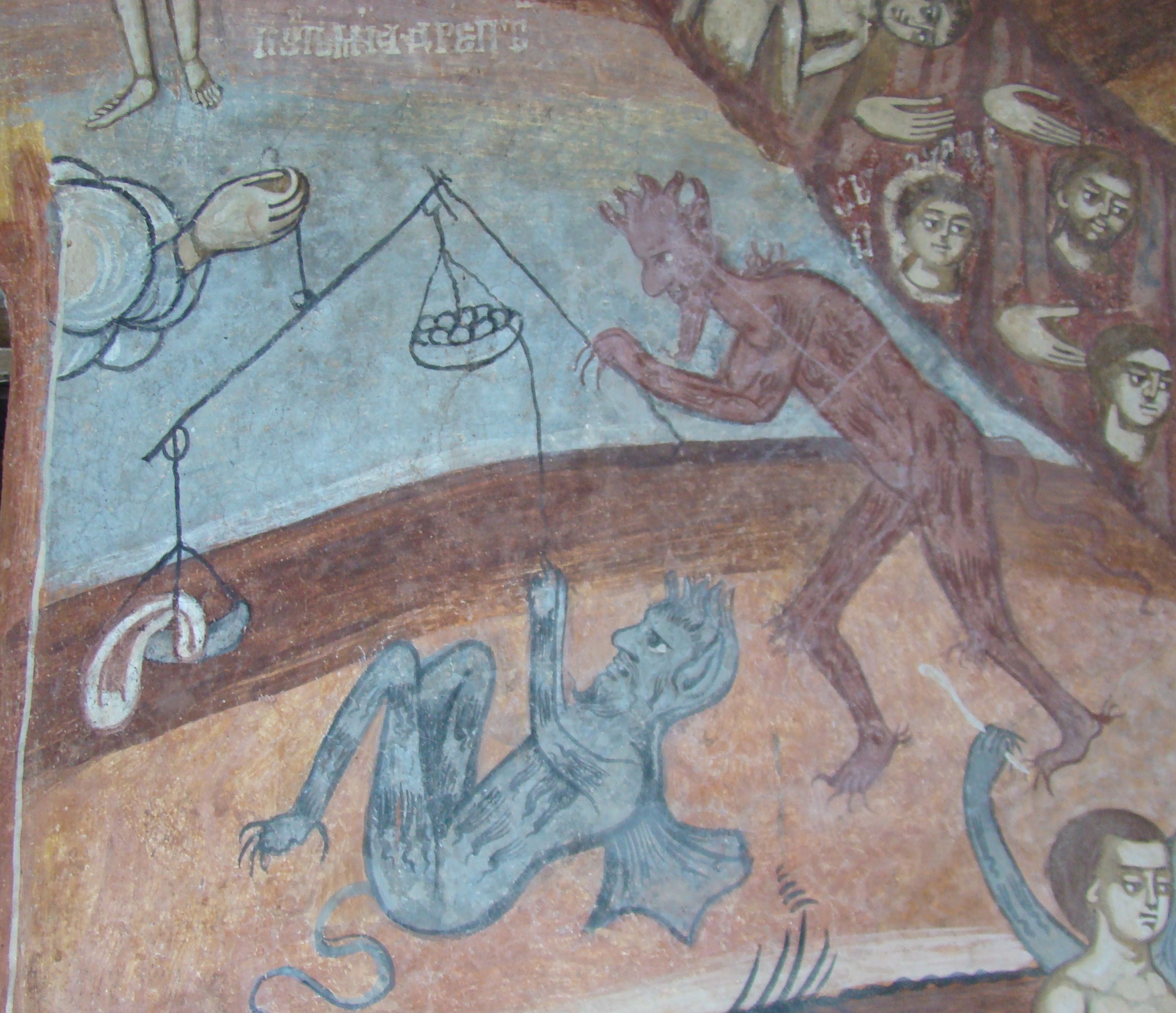
Pictura exterioară, peretele de vest, reprezentarea iadului (detaliu)
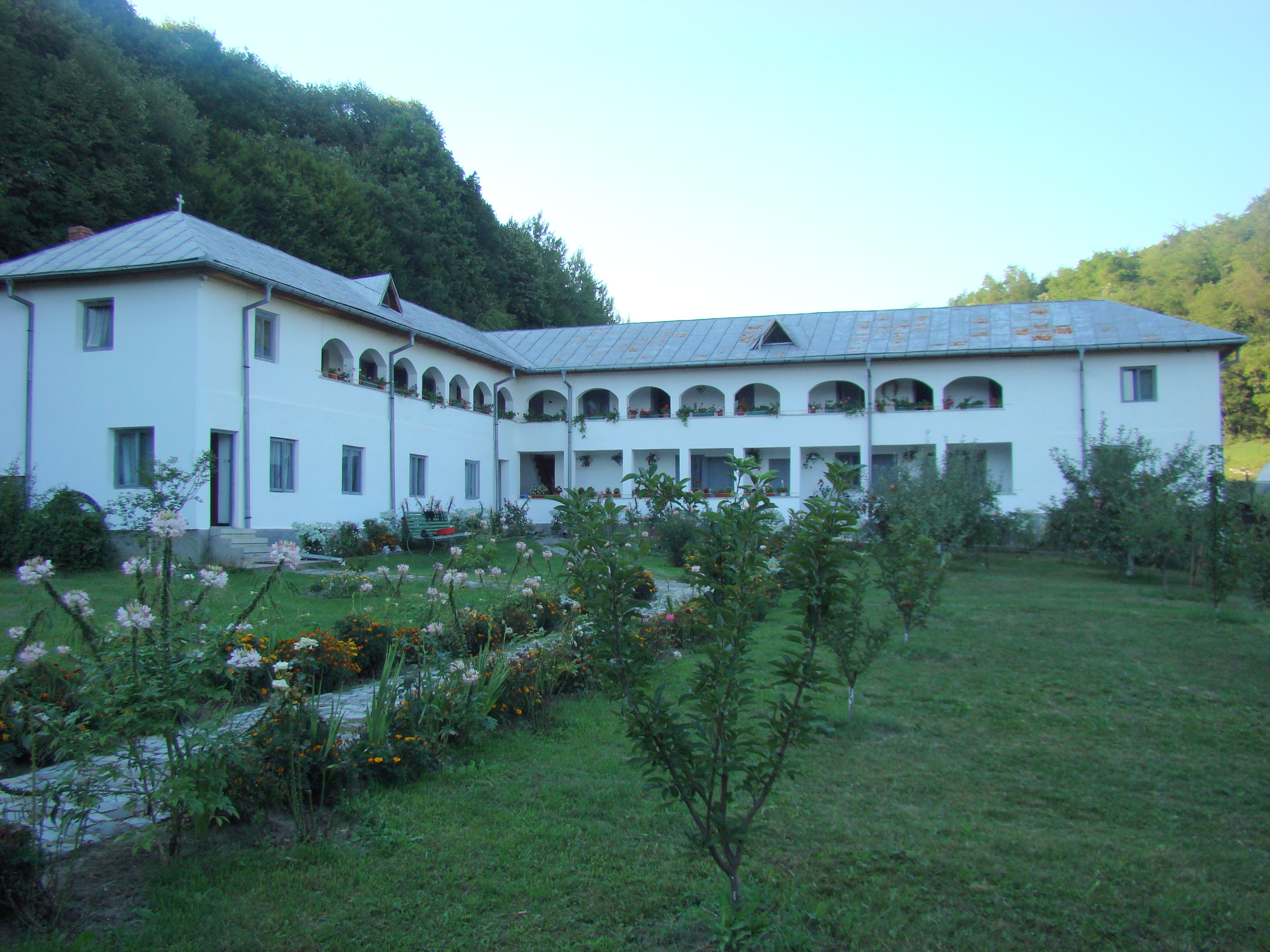
Chiliile
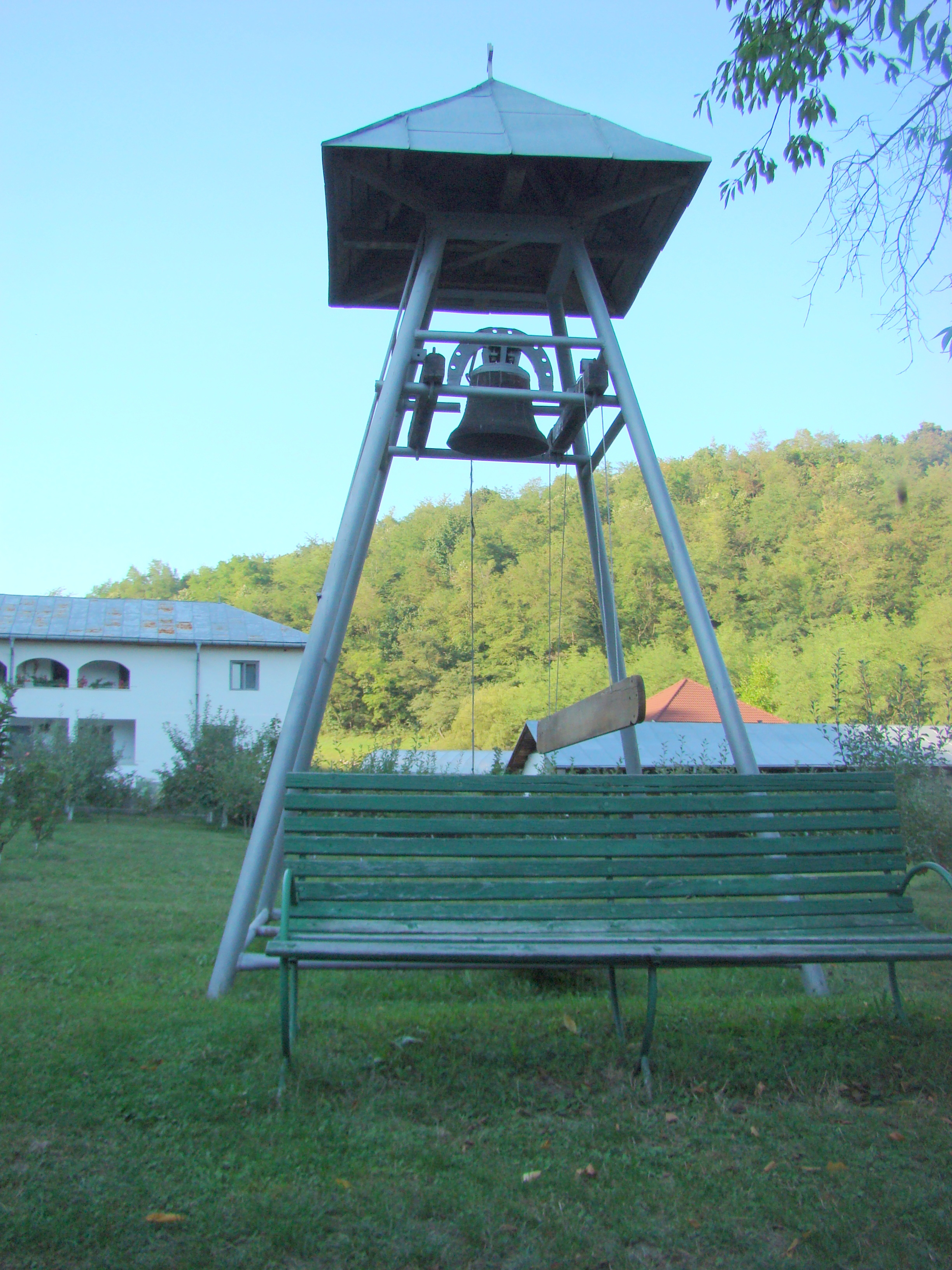
Clopotniţa şi toaca
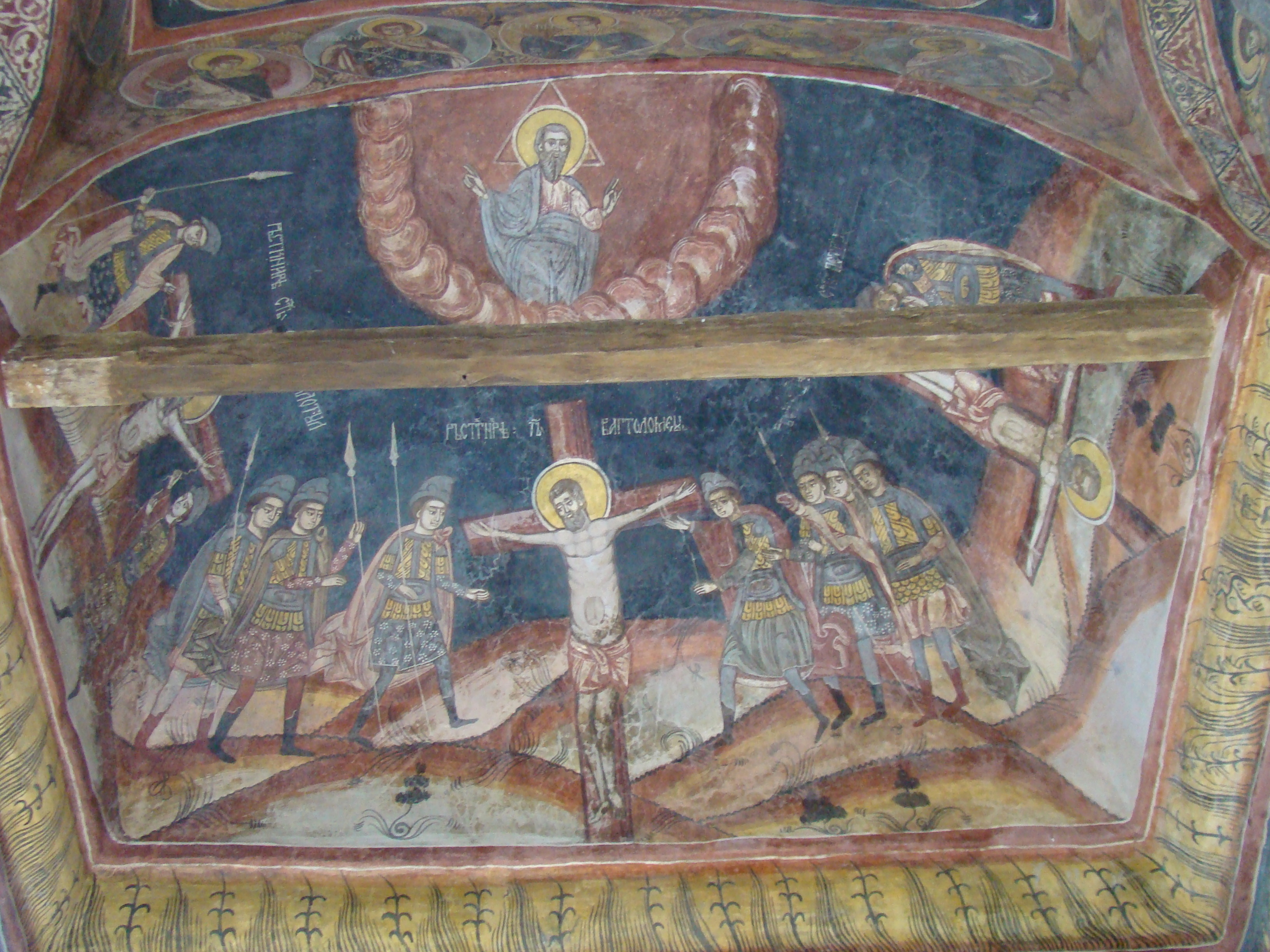
Scenă din ciclul patimilor lui Iisus
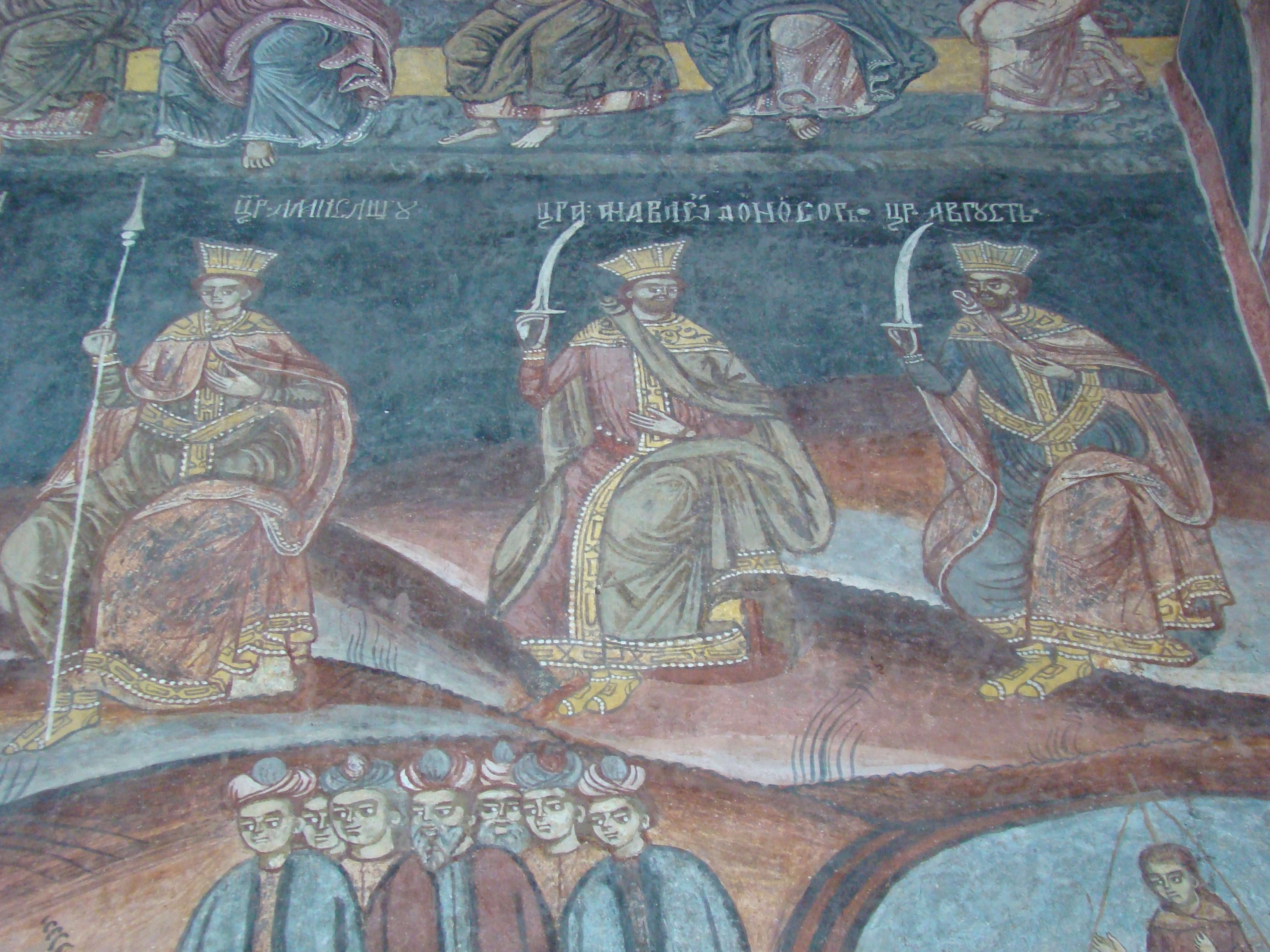
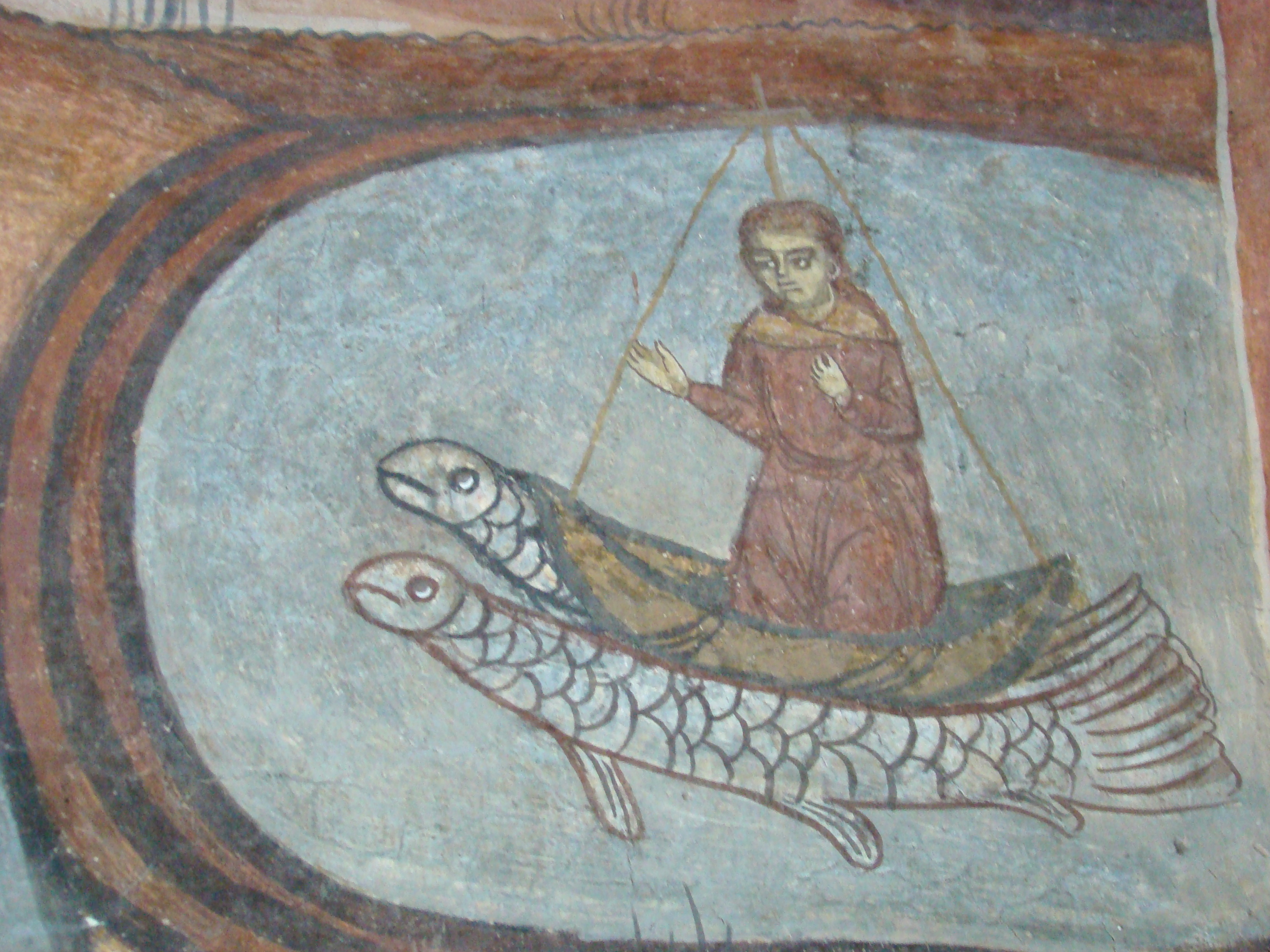
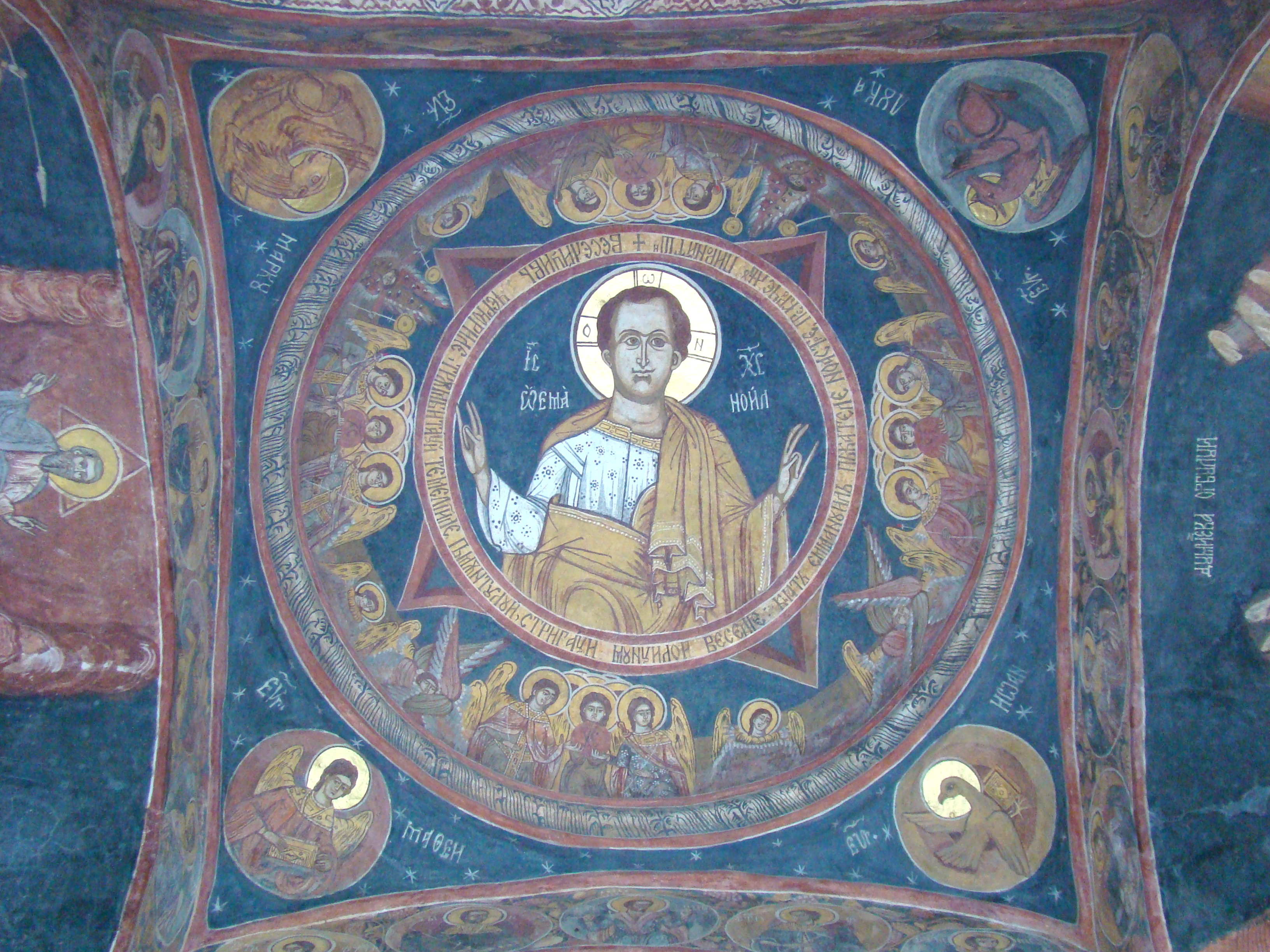
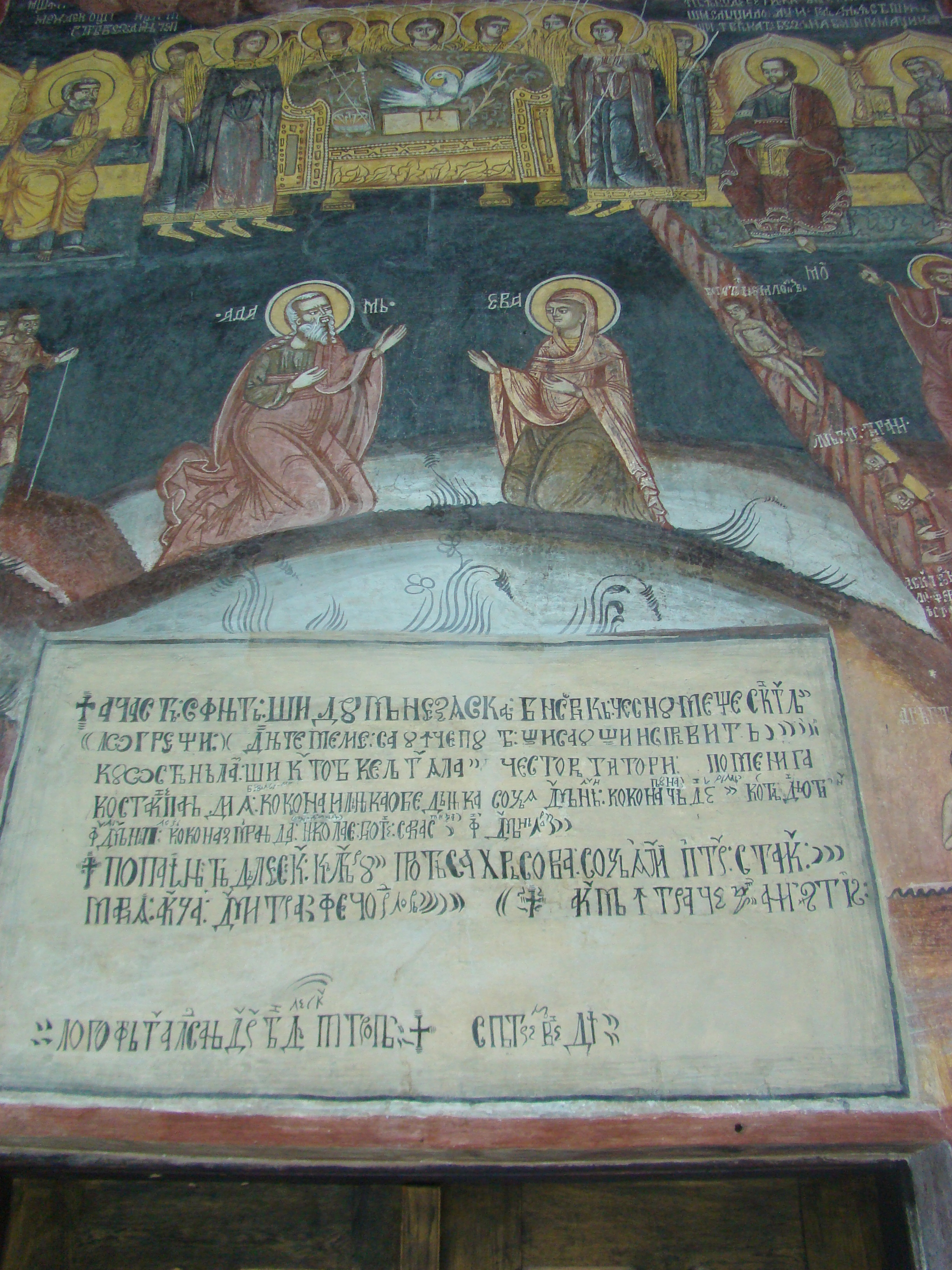
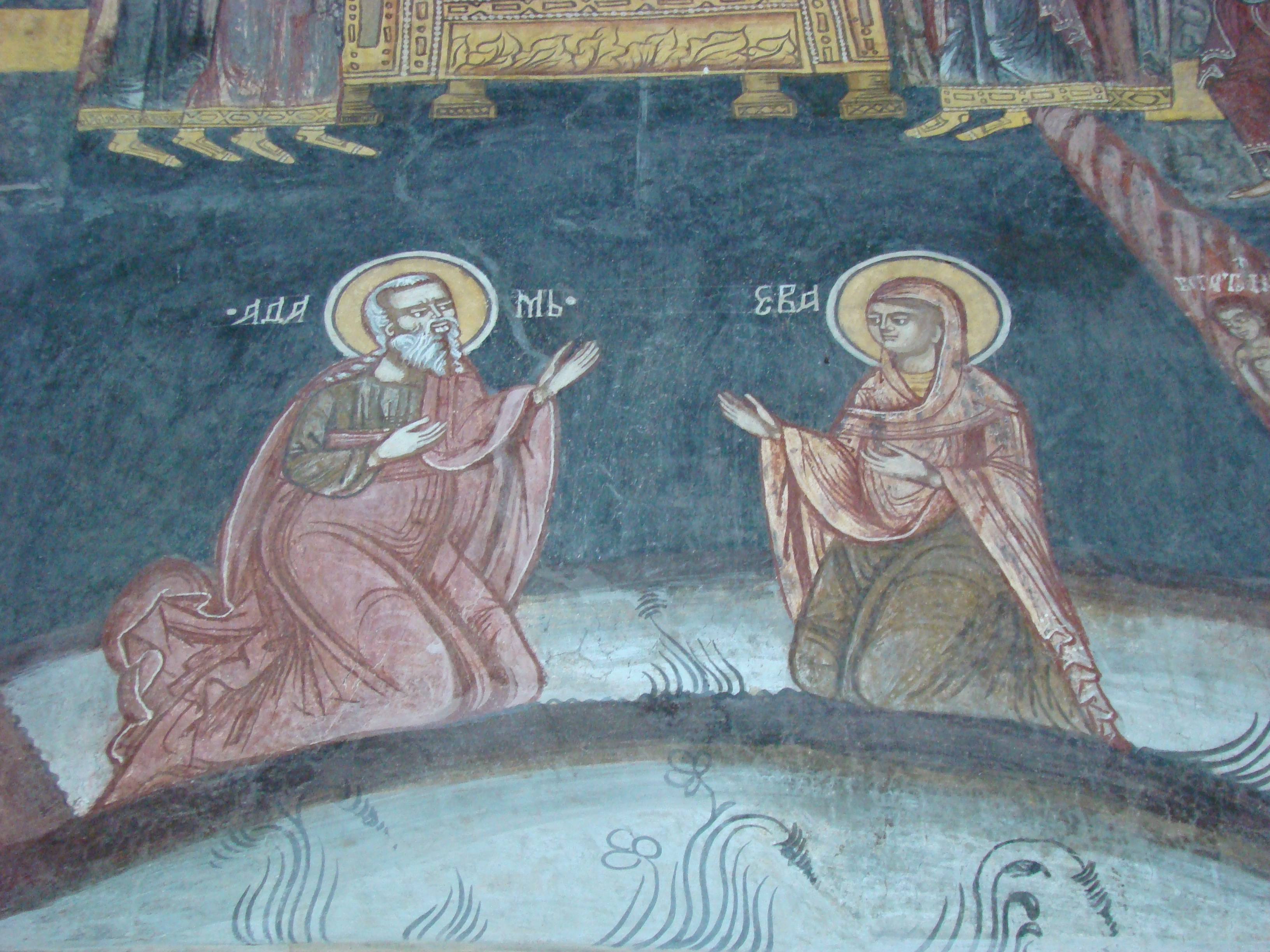
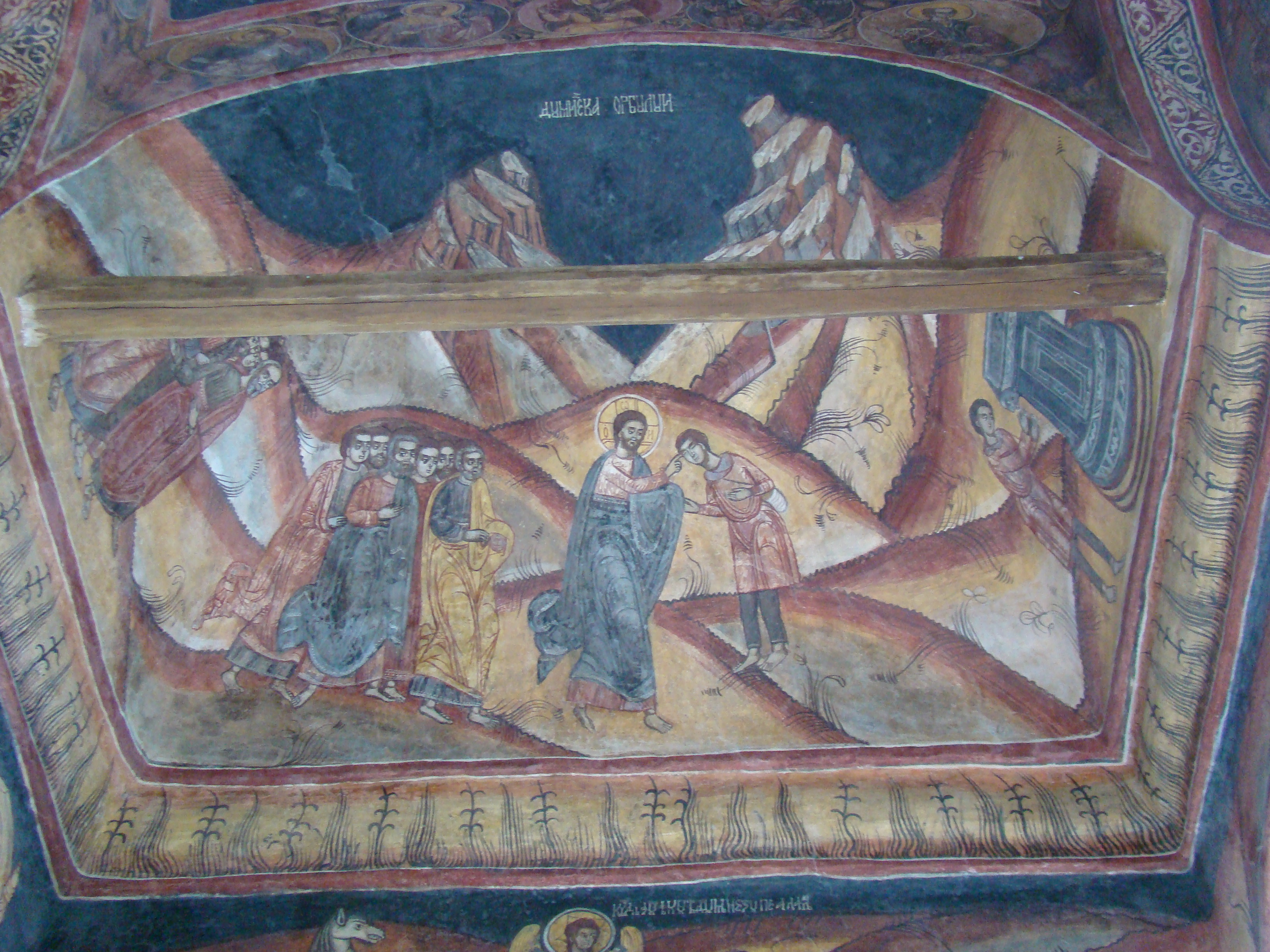
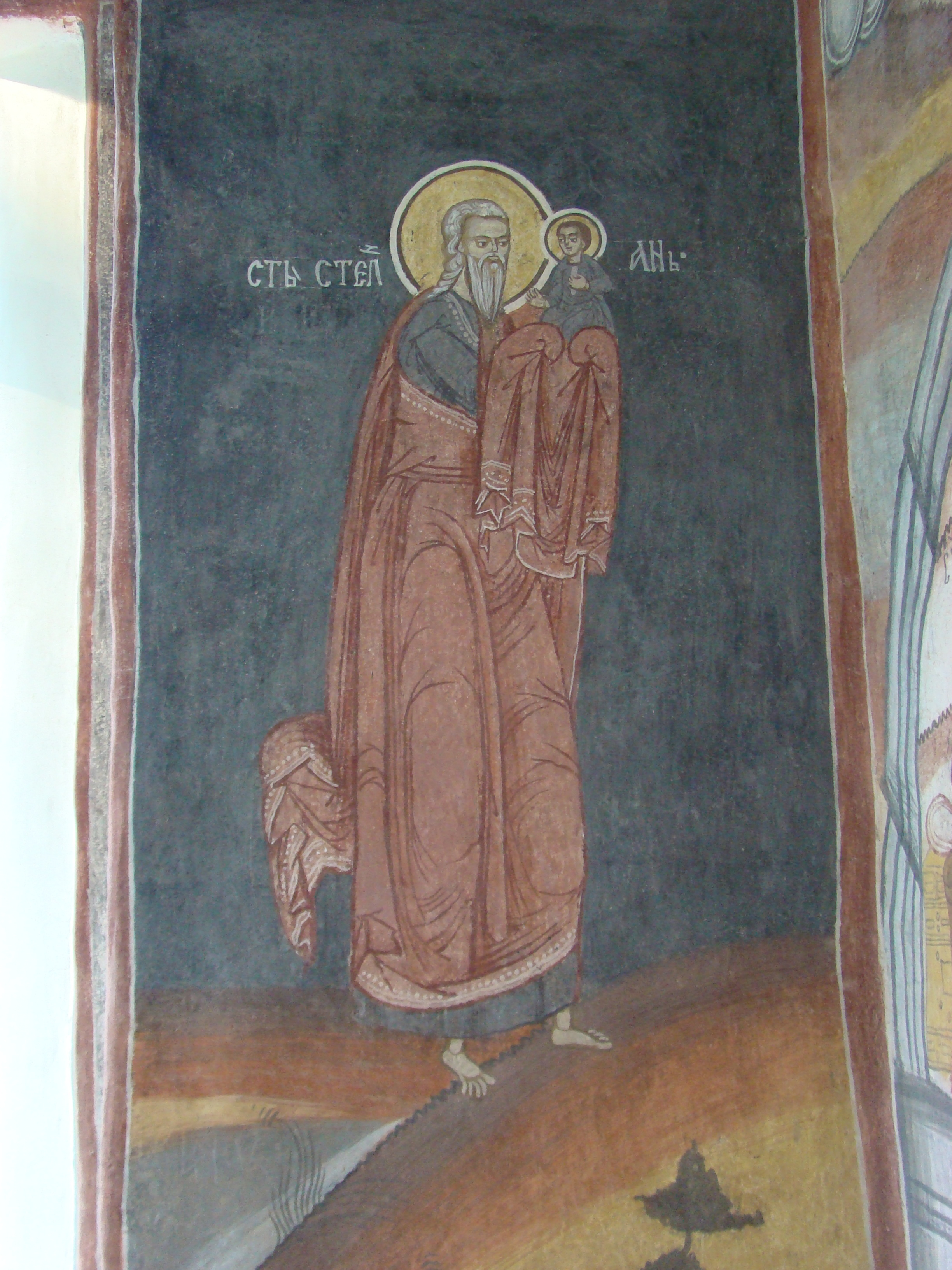
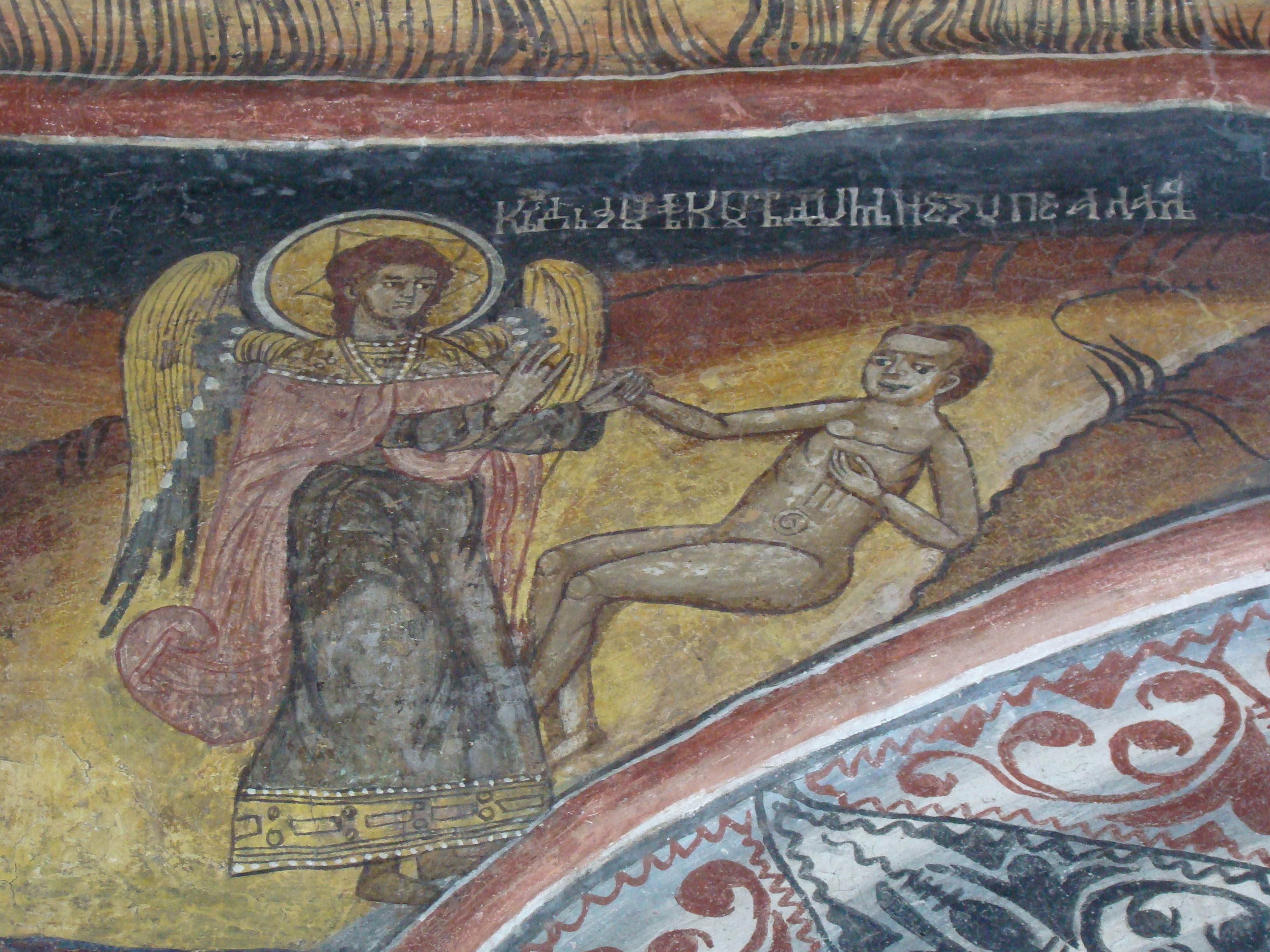
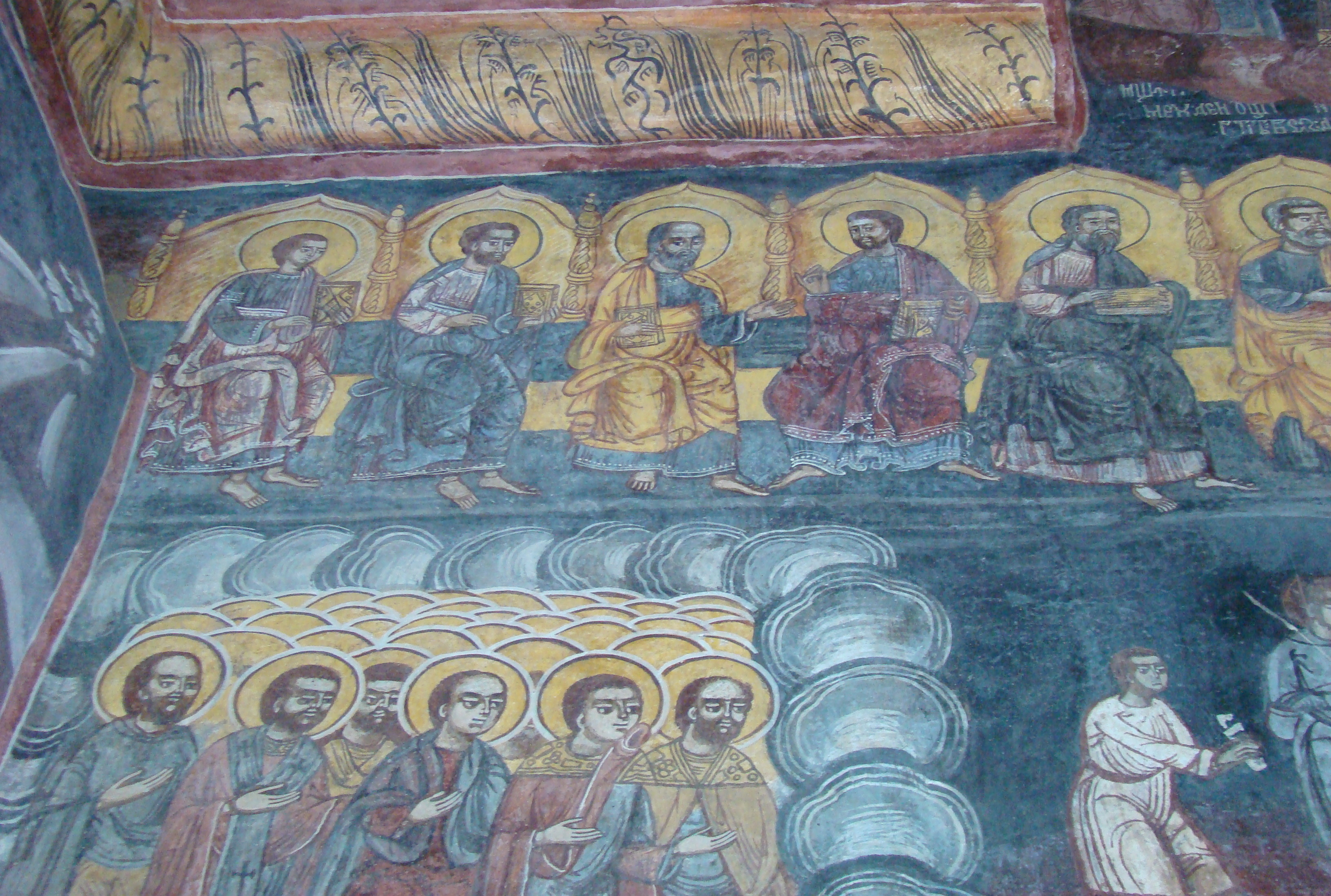
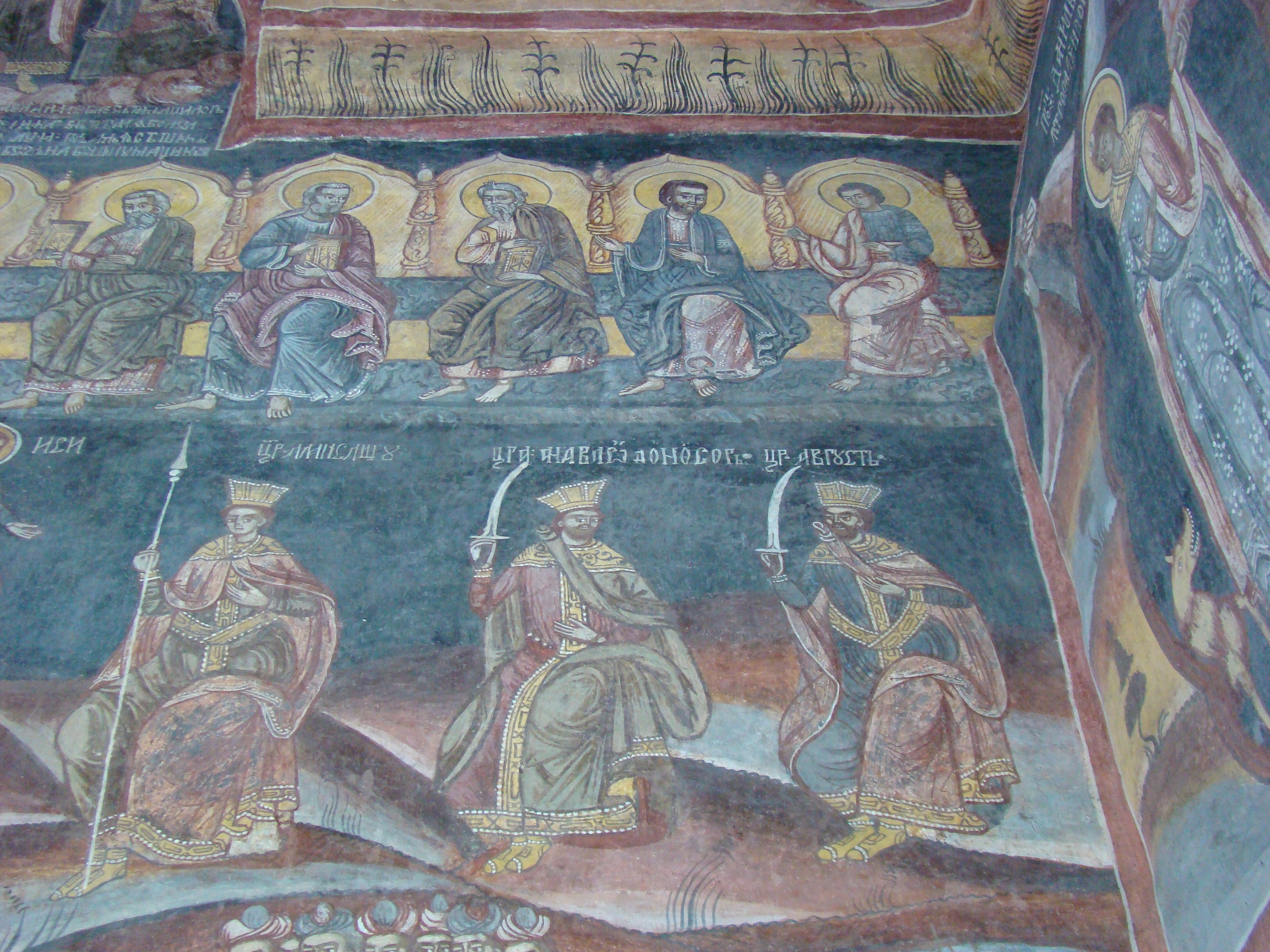
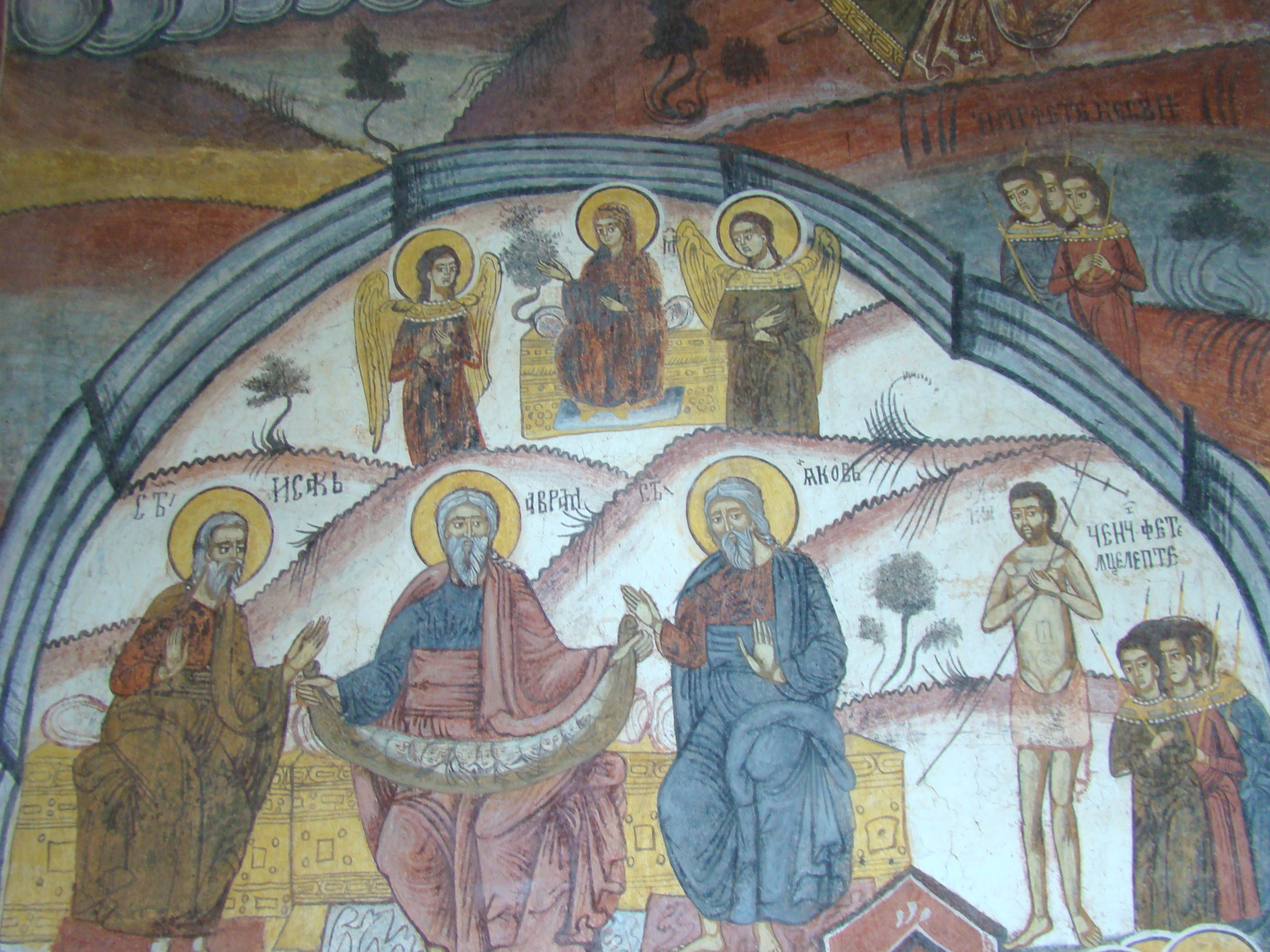
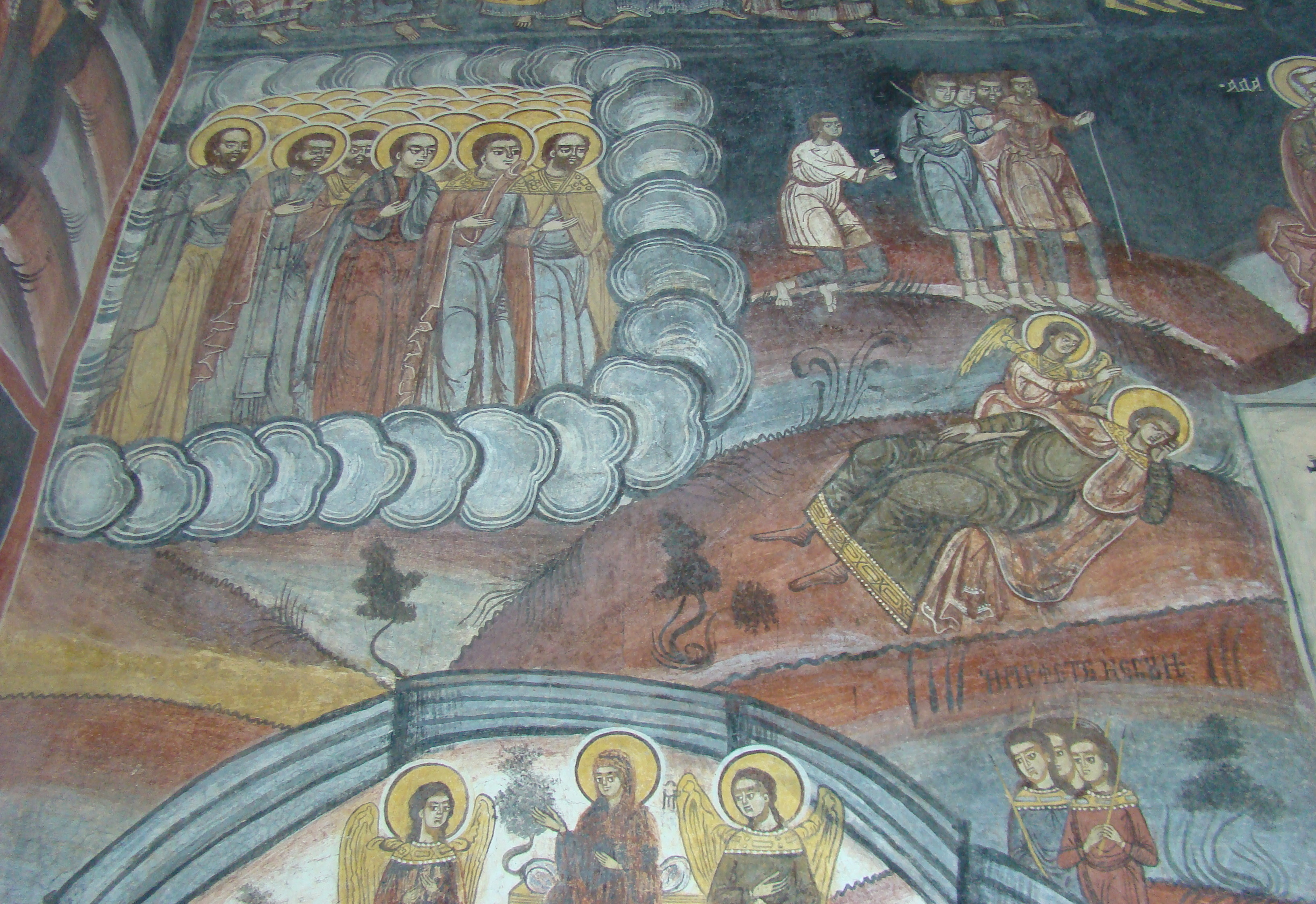
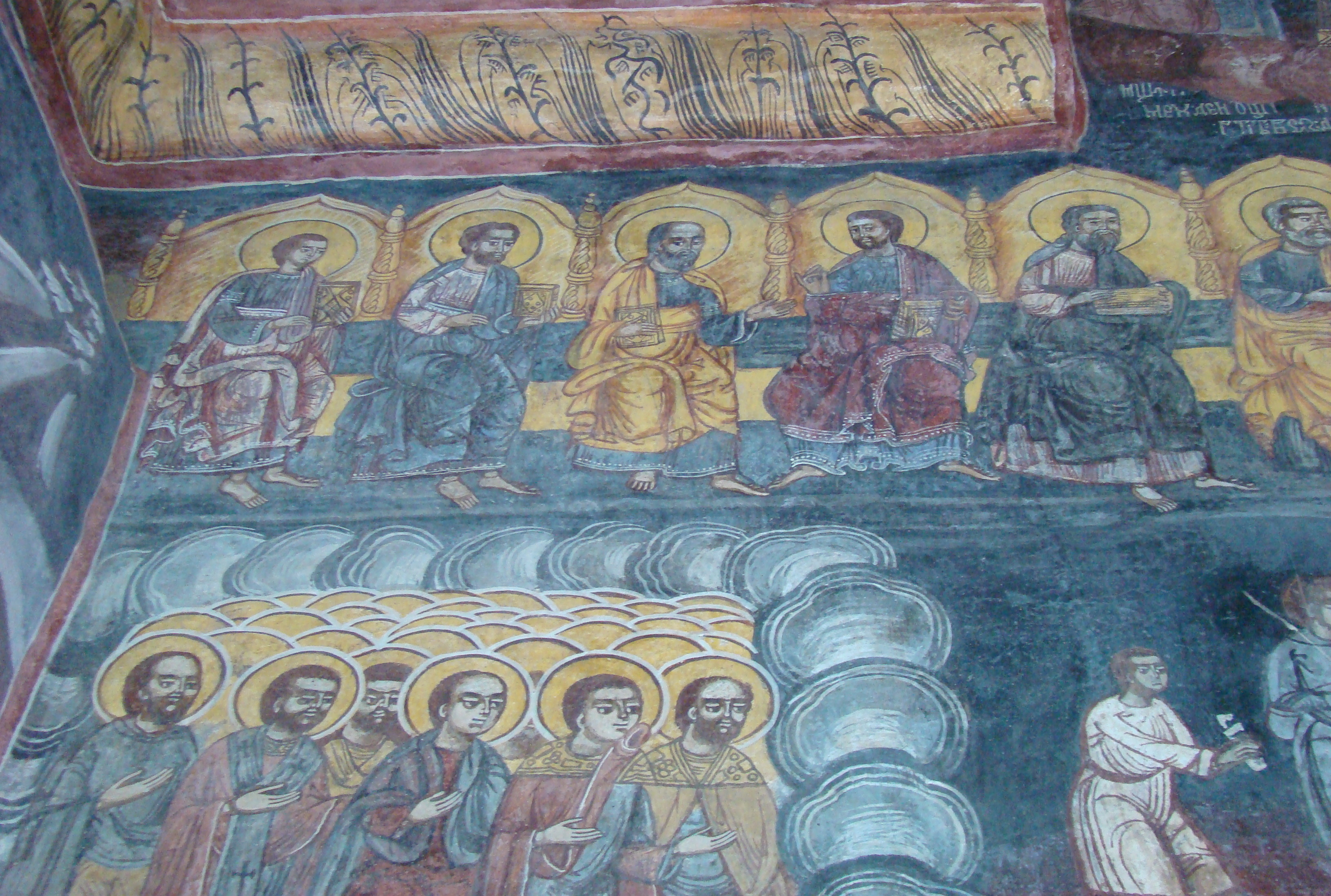
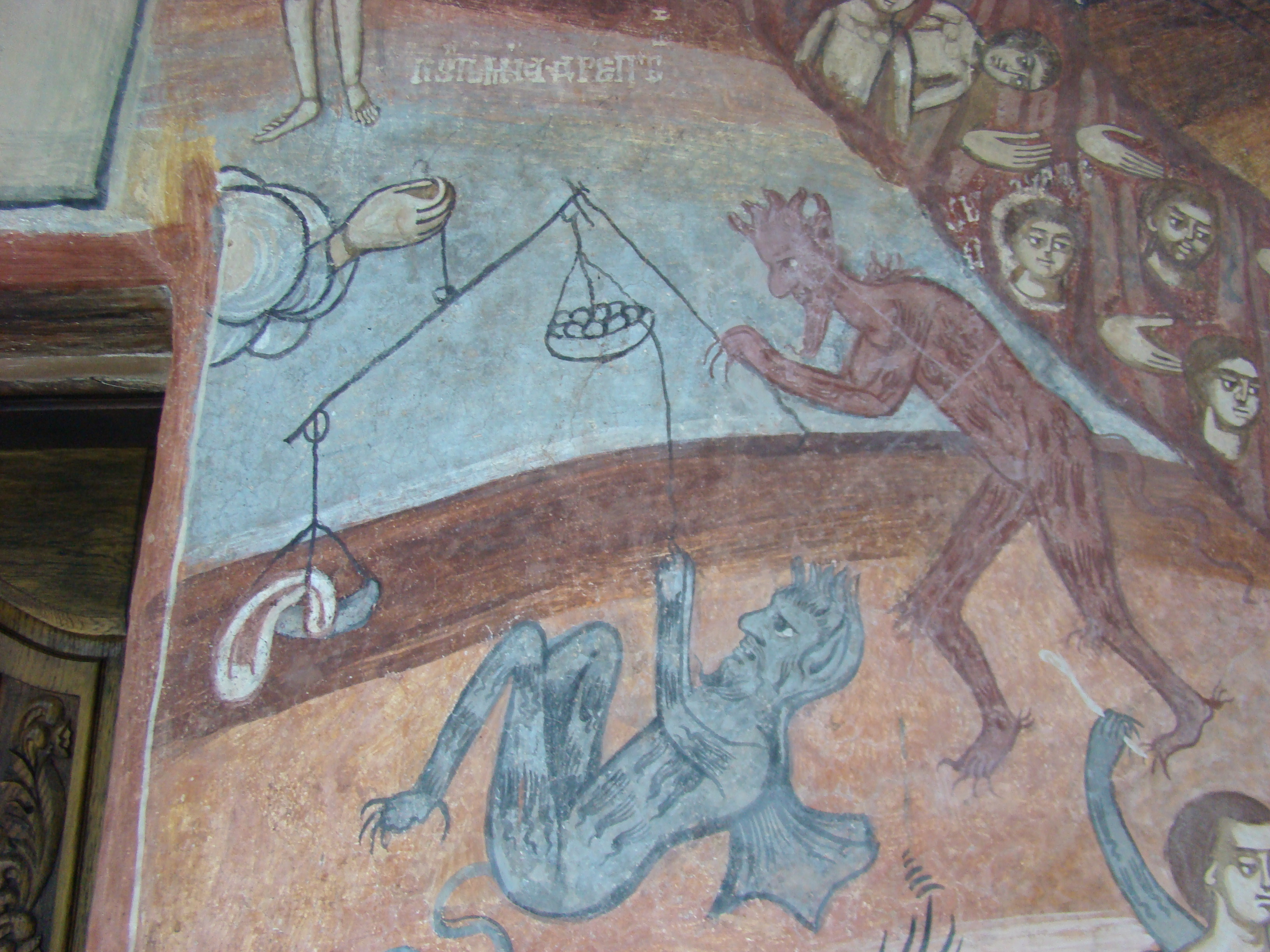
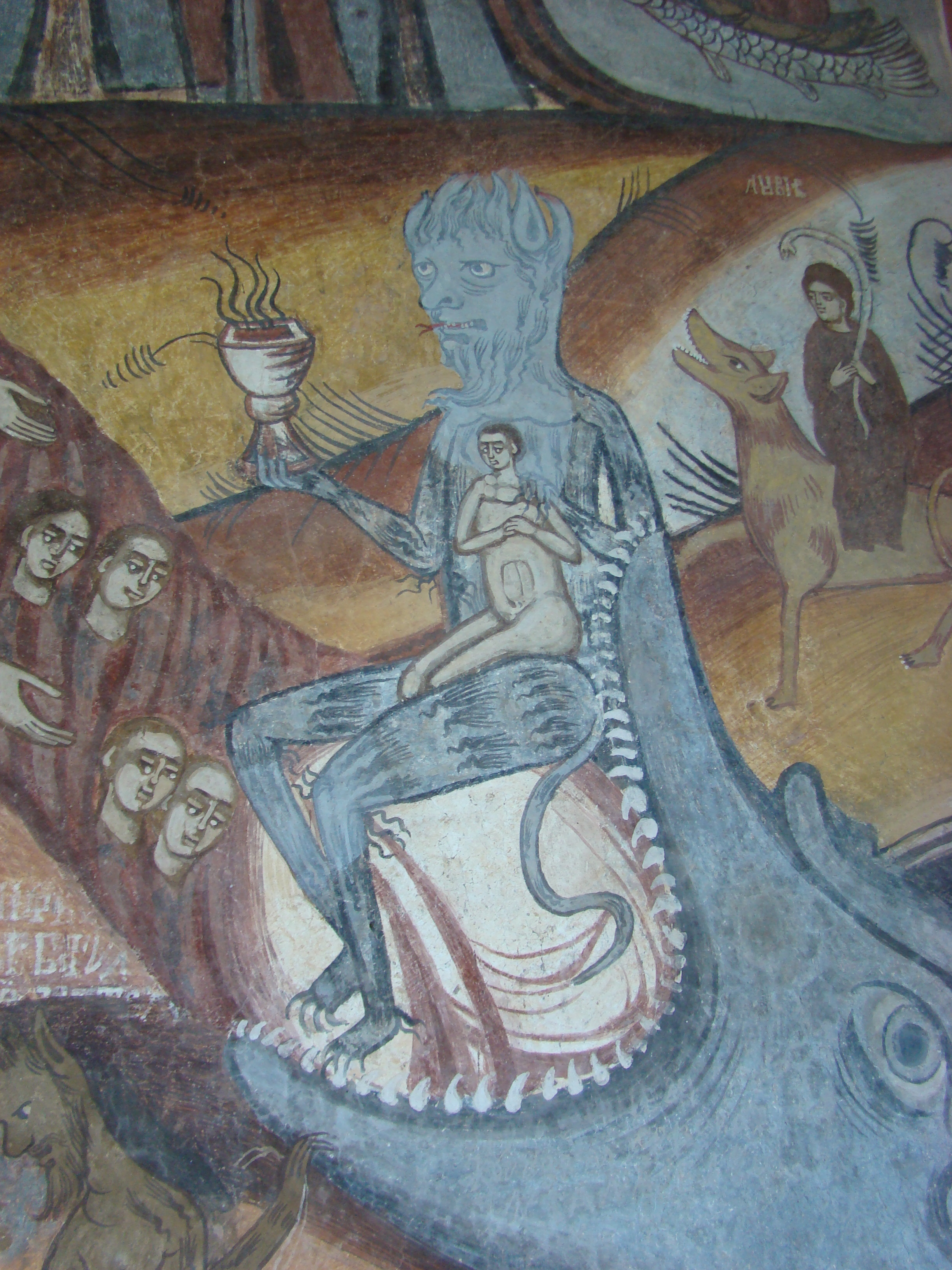
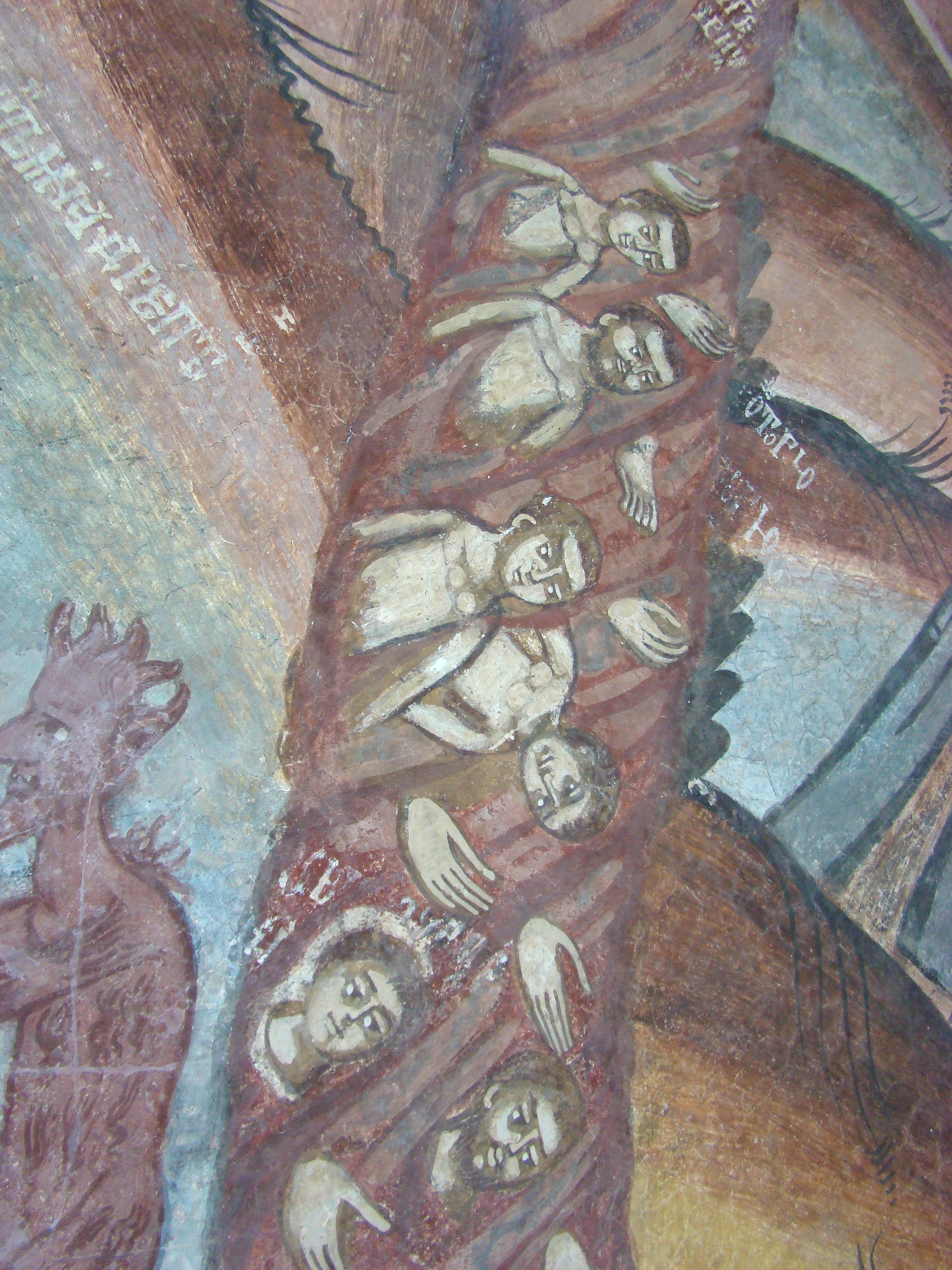
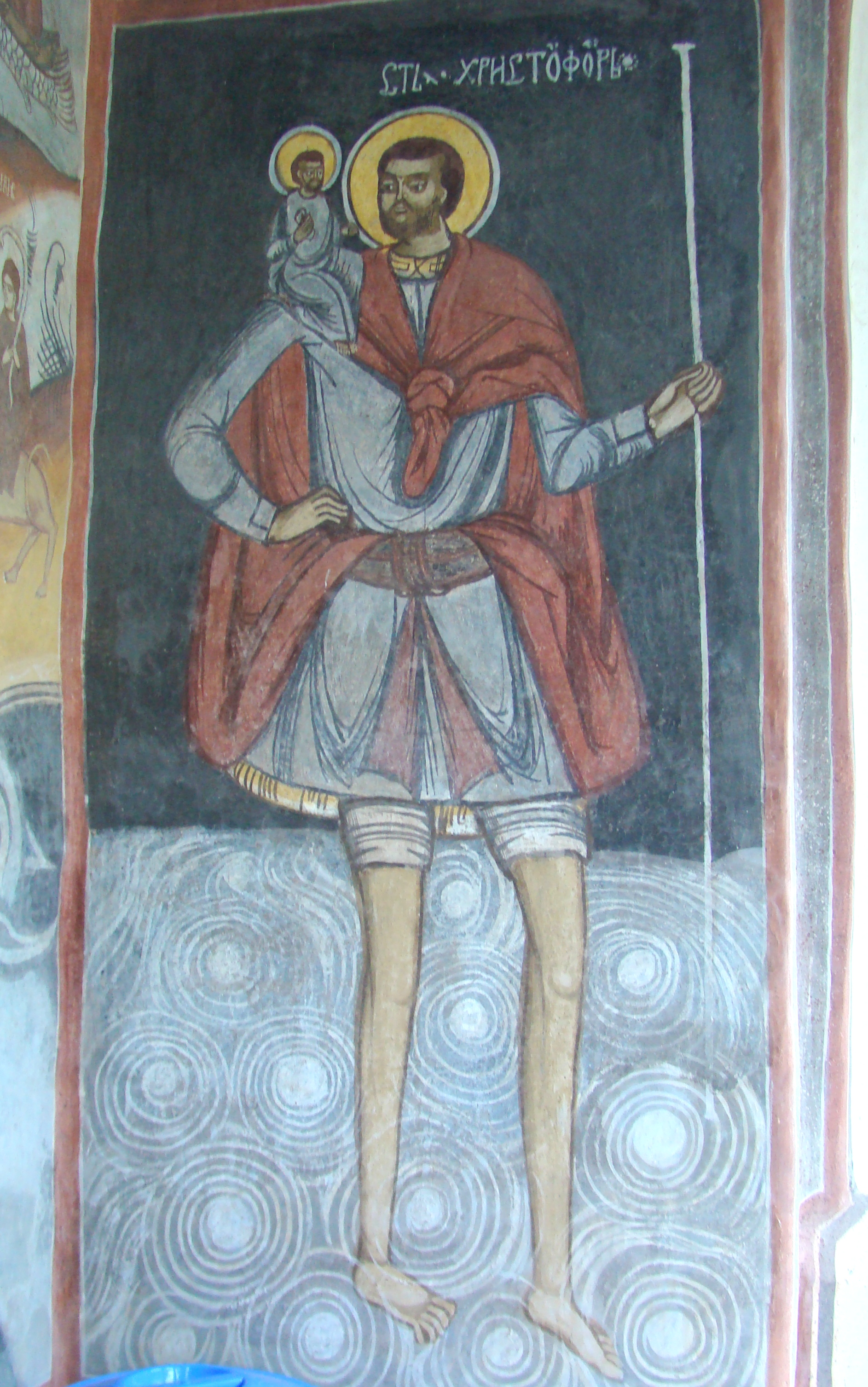
Sfântul Cristofor

## Imagini din interior

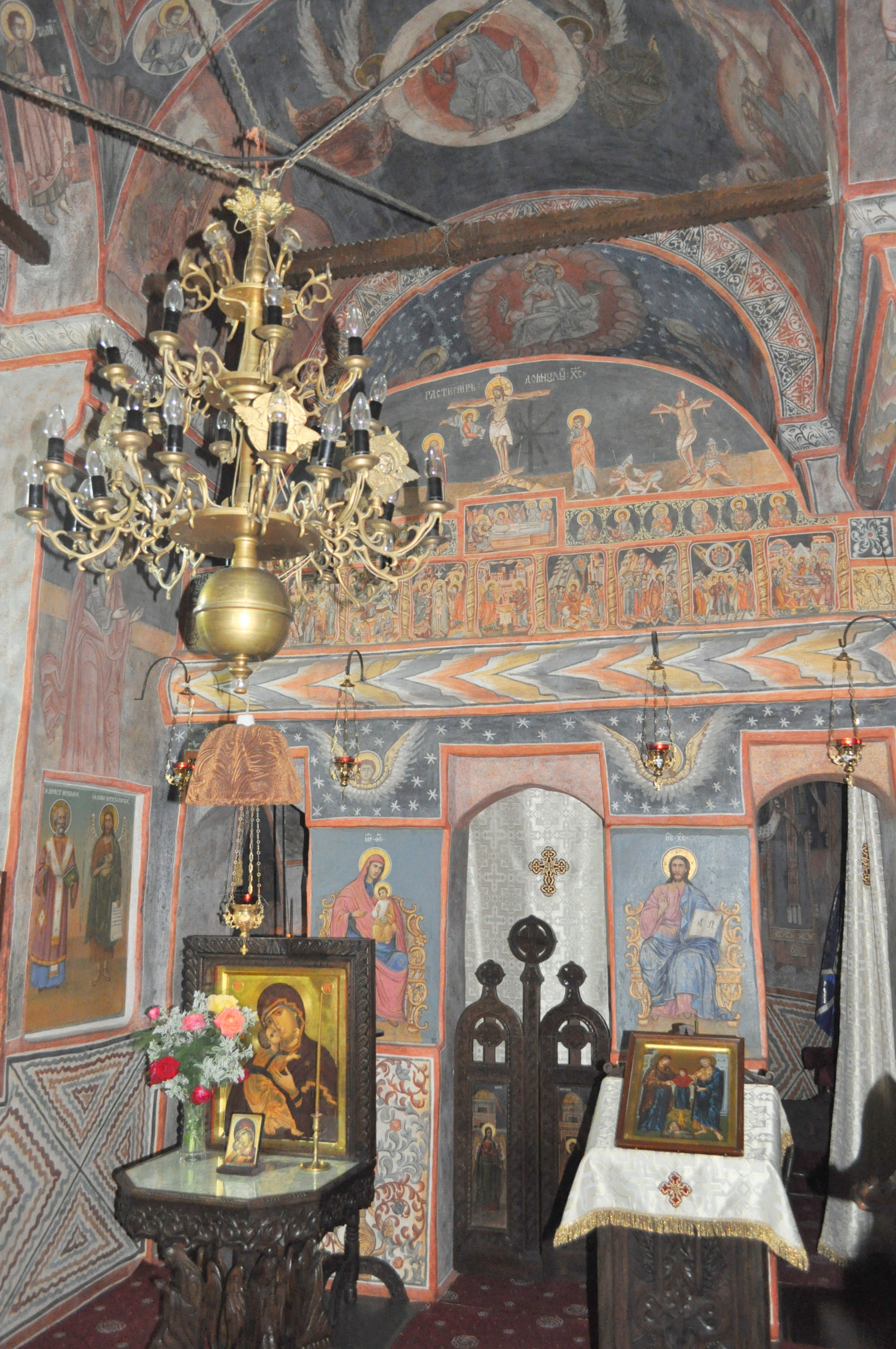
Catapeteasma
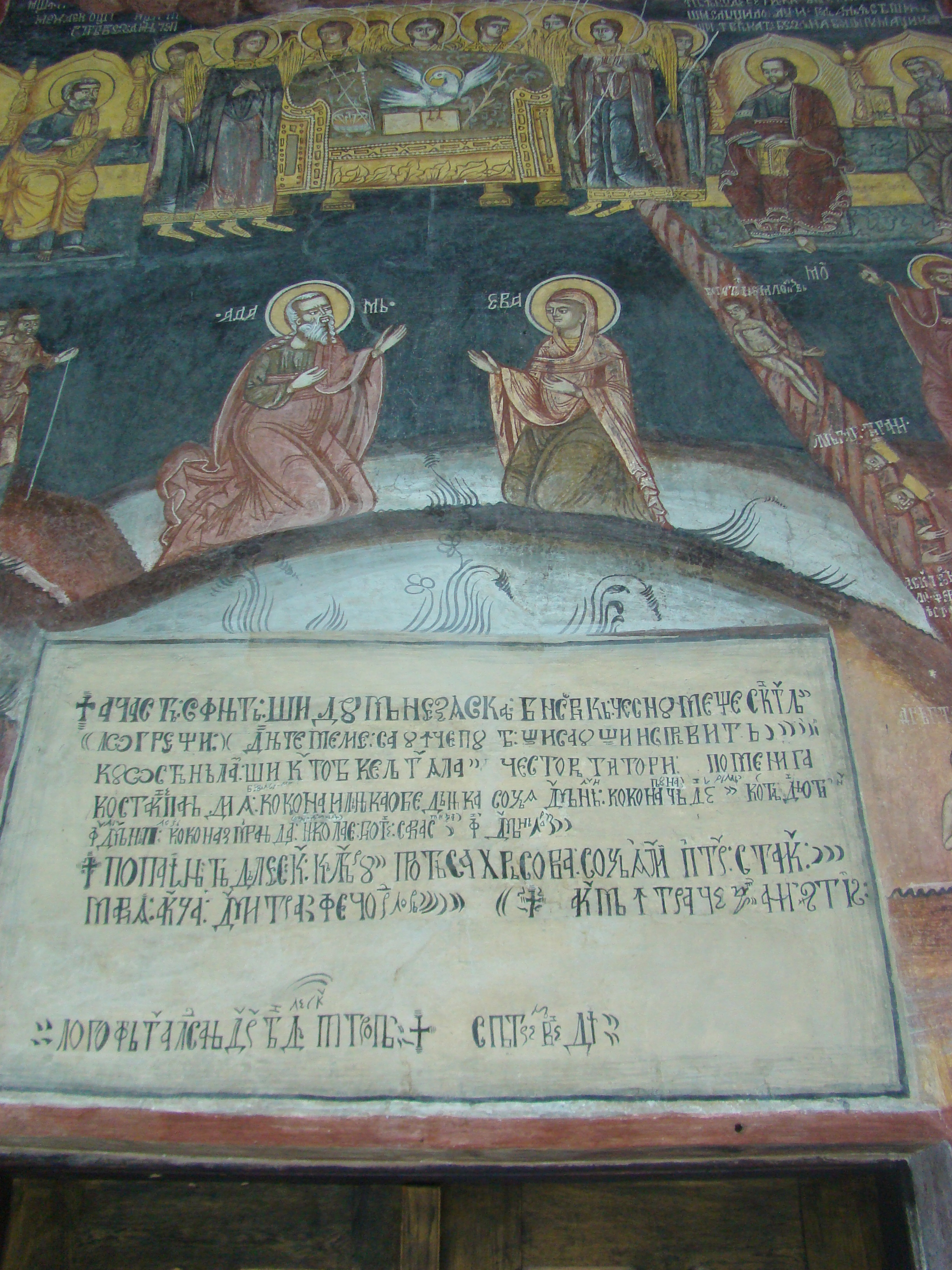
Pisania
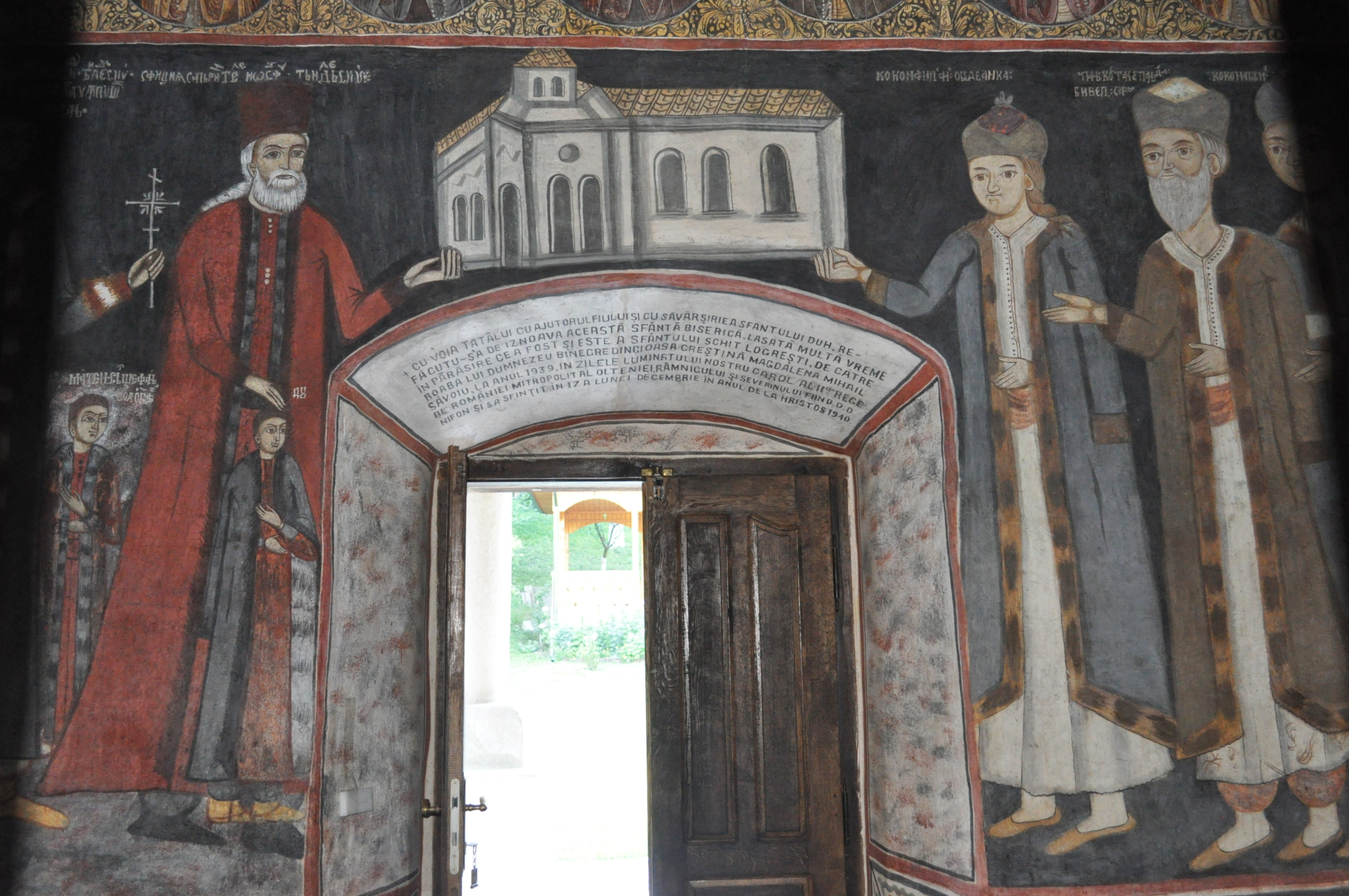
Tabloul votiv
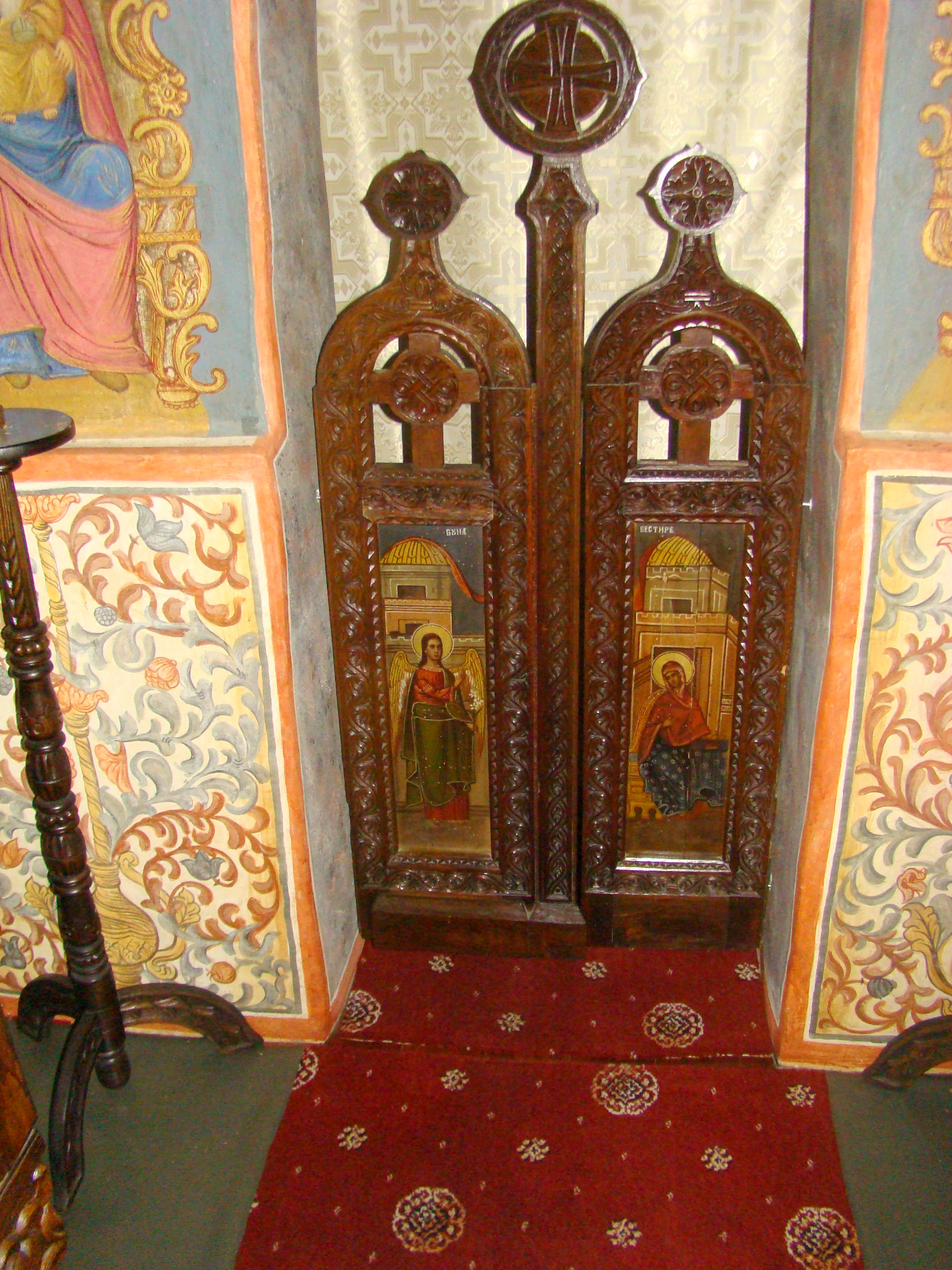
Uşile împărăteşti: Buna Vestire
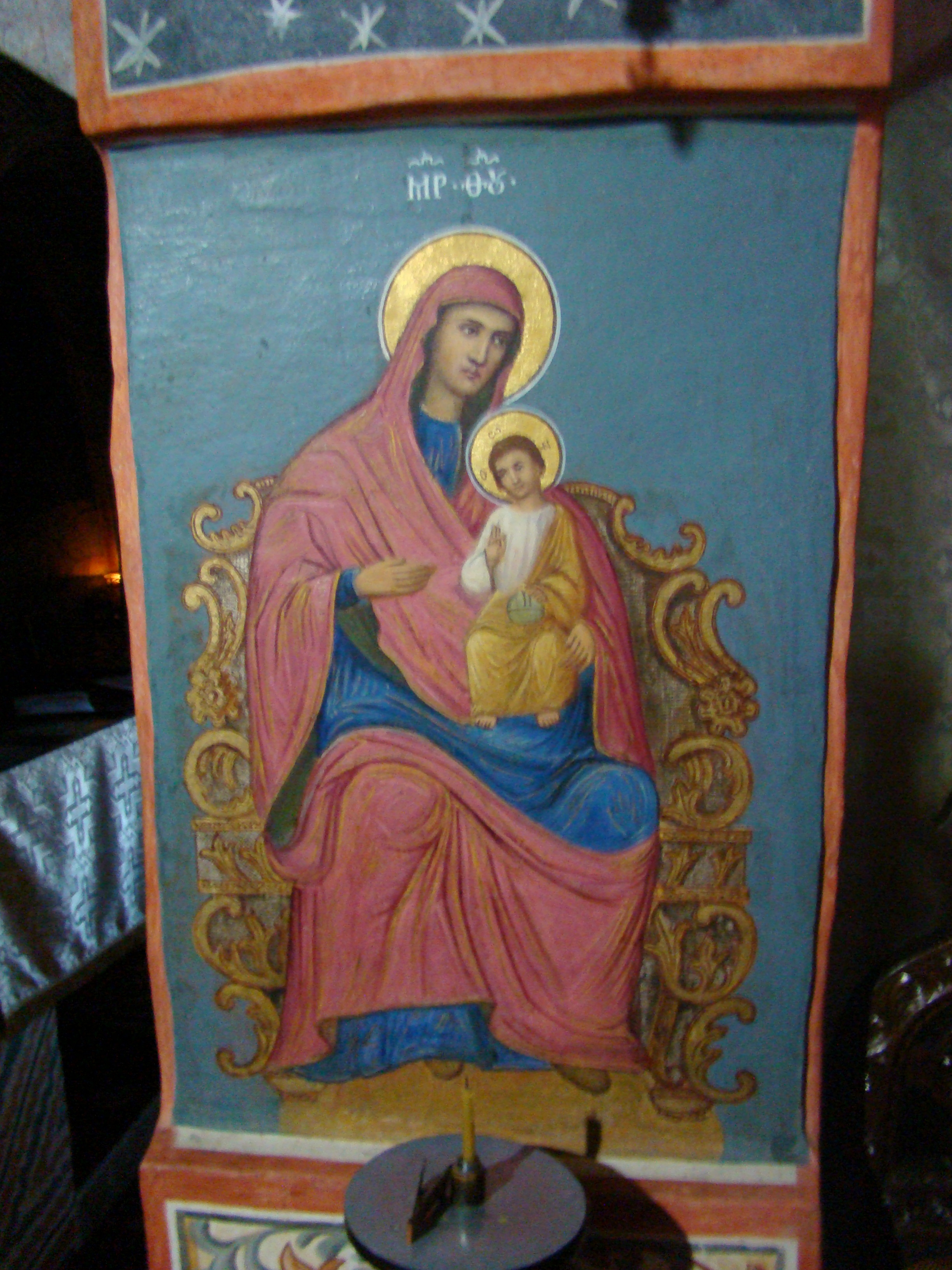
Maica Domnului cu Pruncul
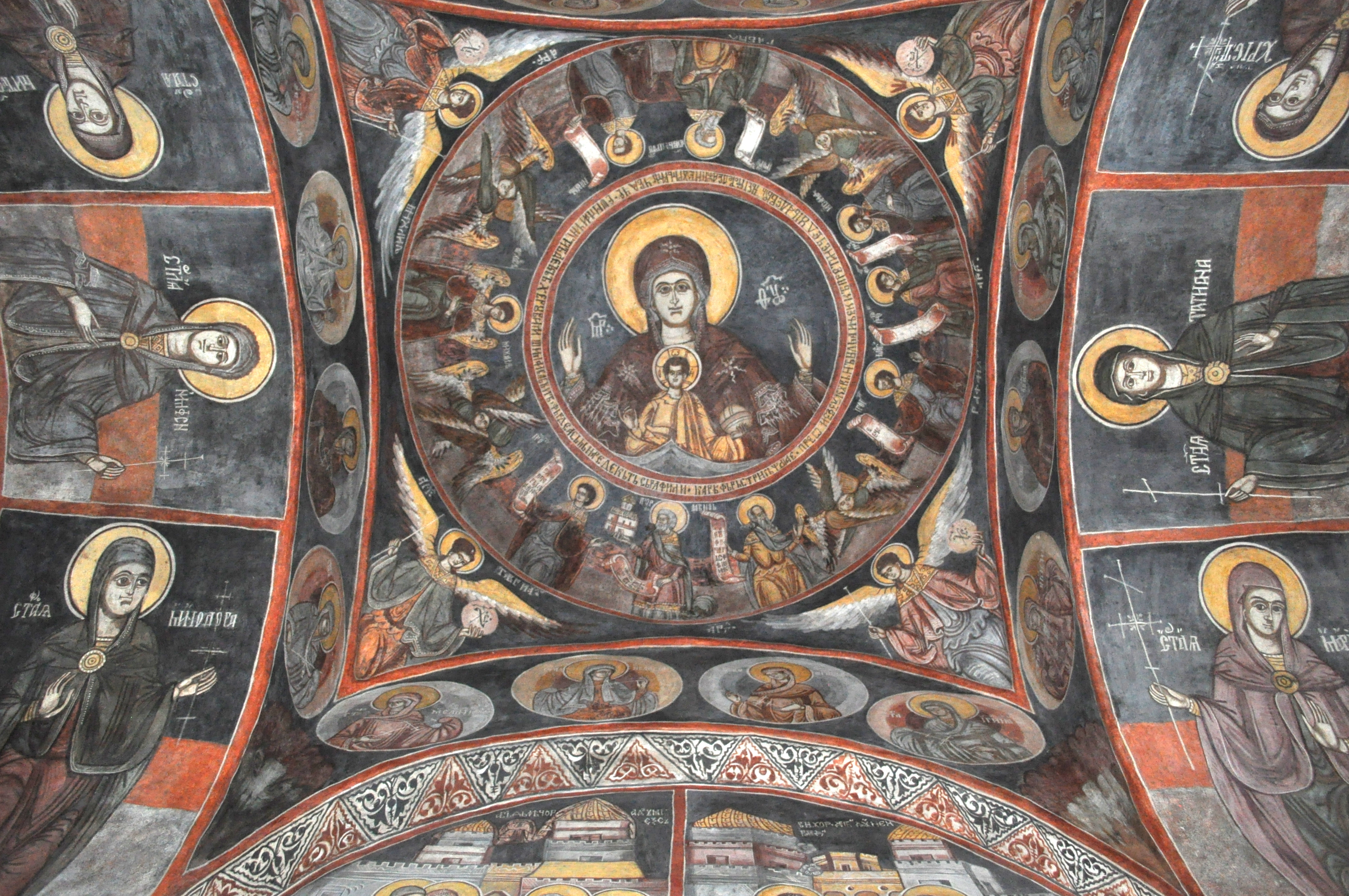
Maria orantă
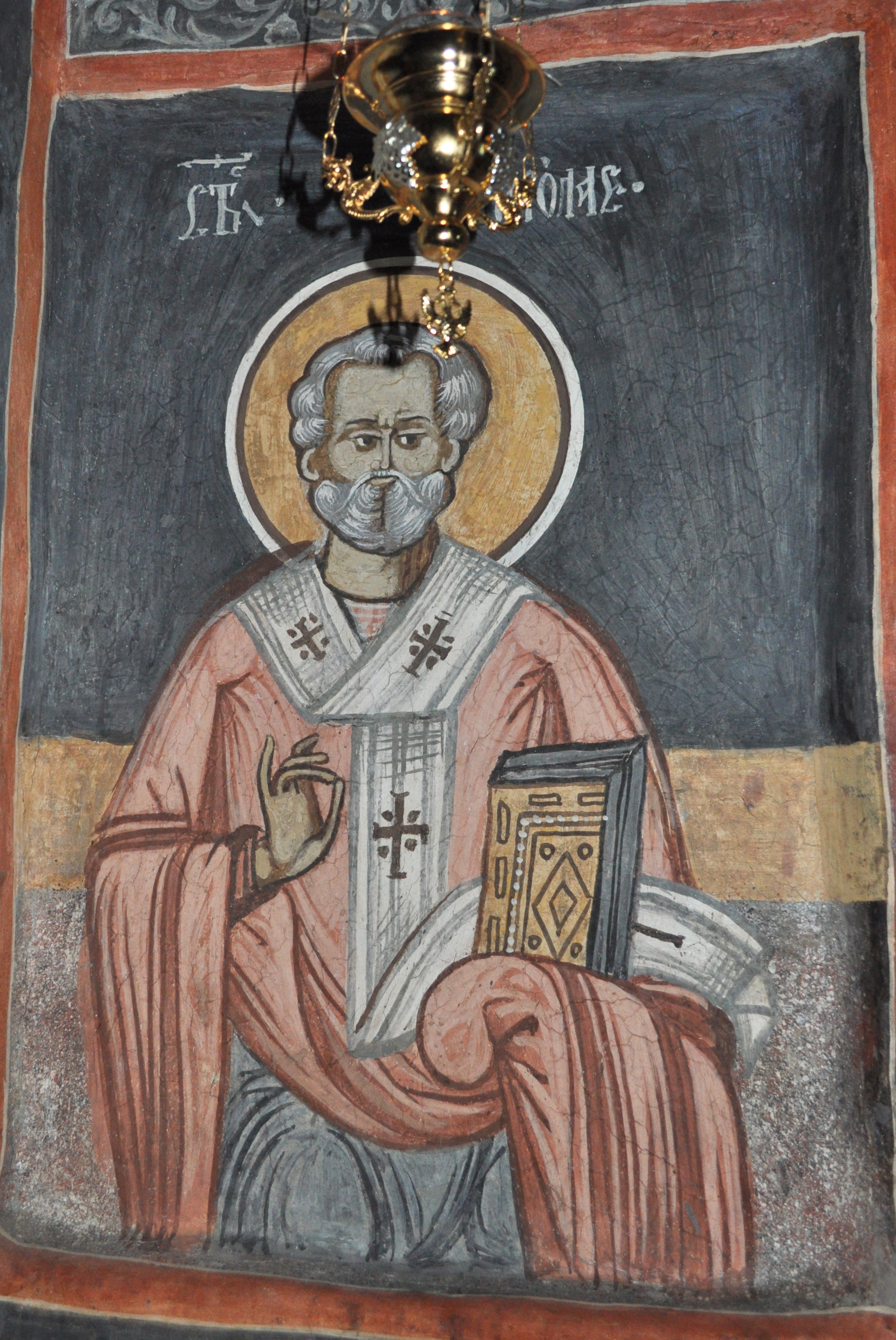
Sfântul Nicolae
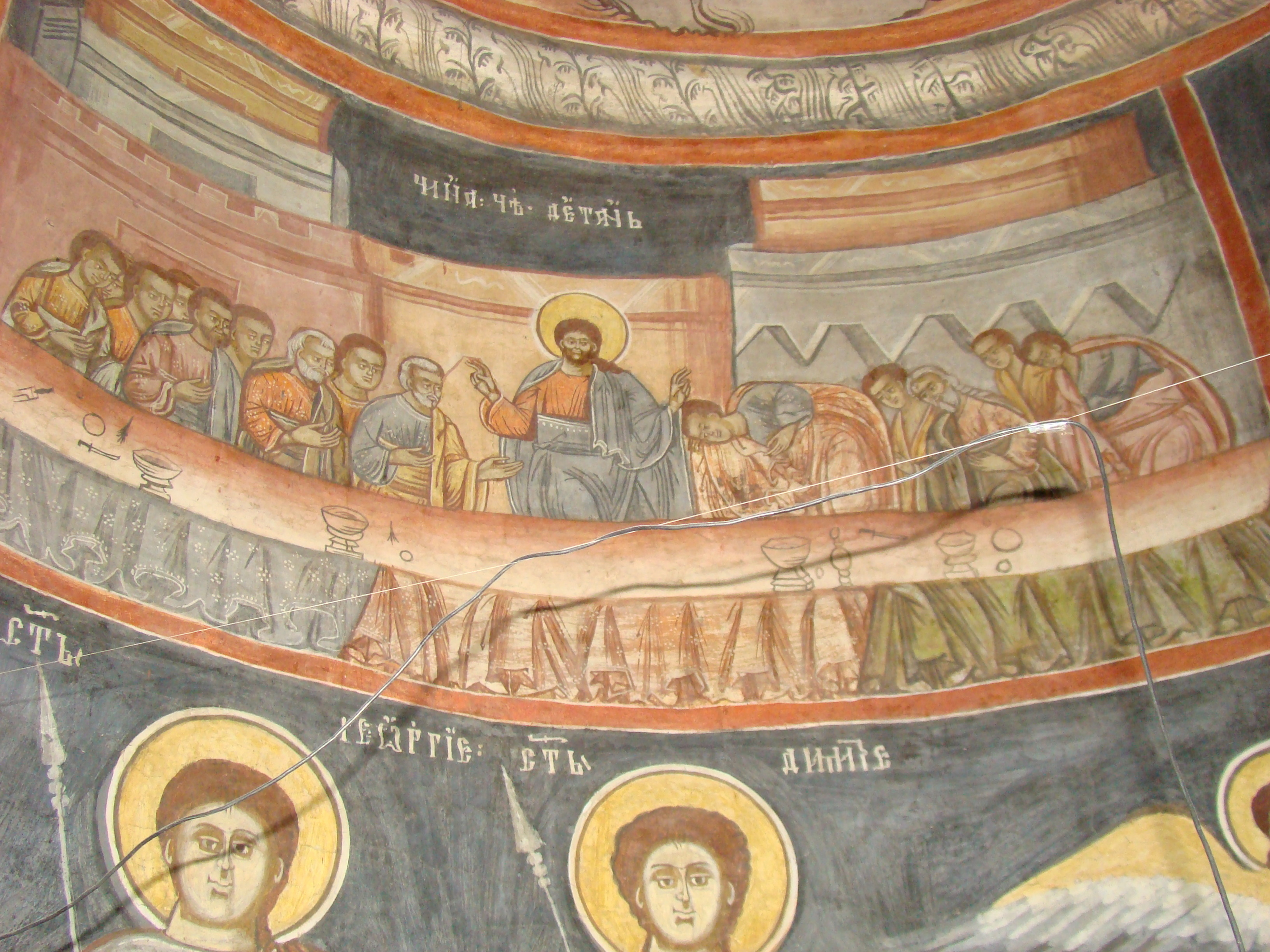
Cina cea de Taină
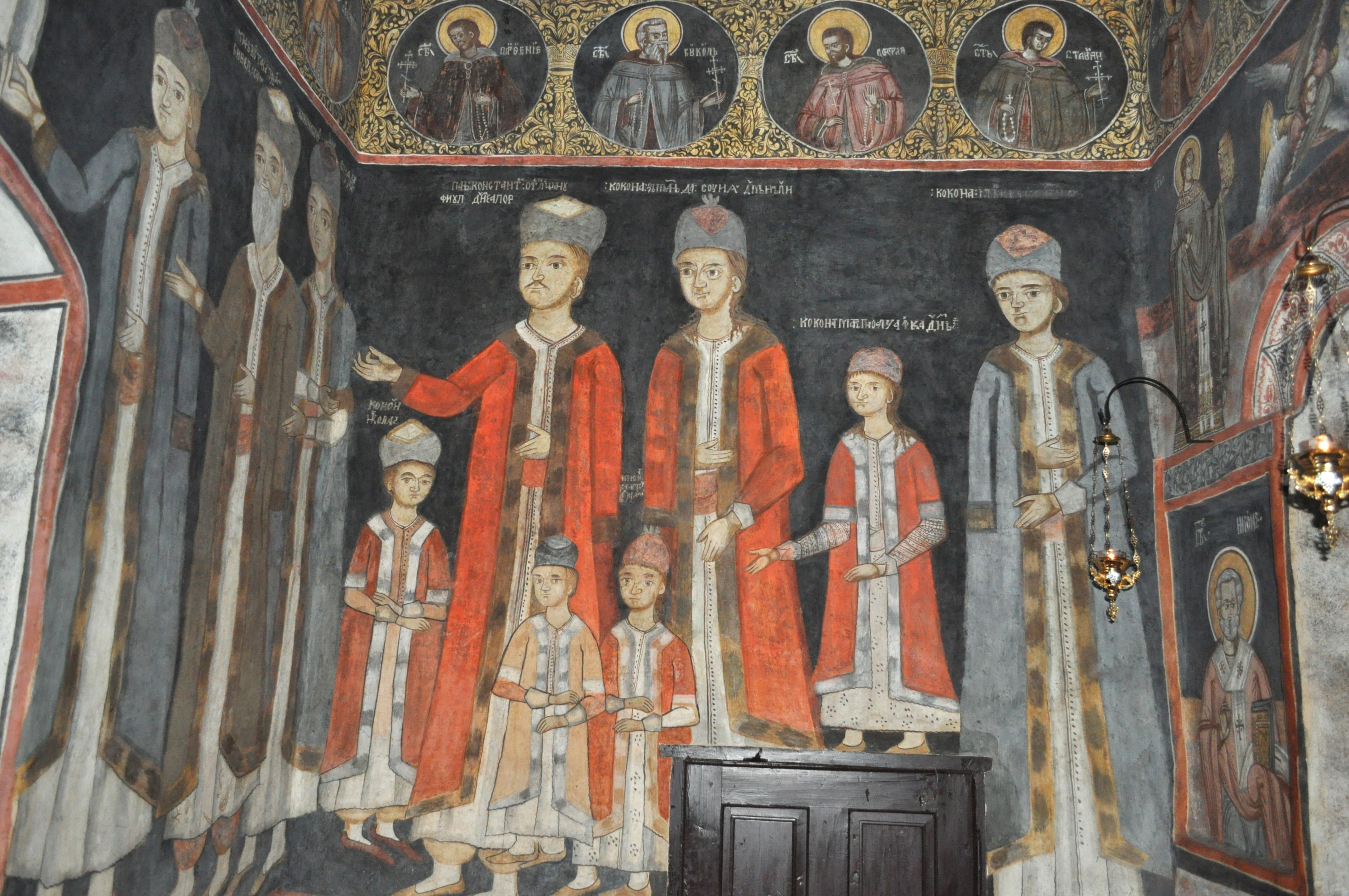
Portretele ctitorilor din pronaosul bisericii
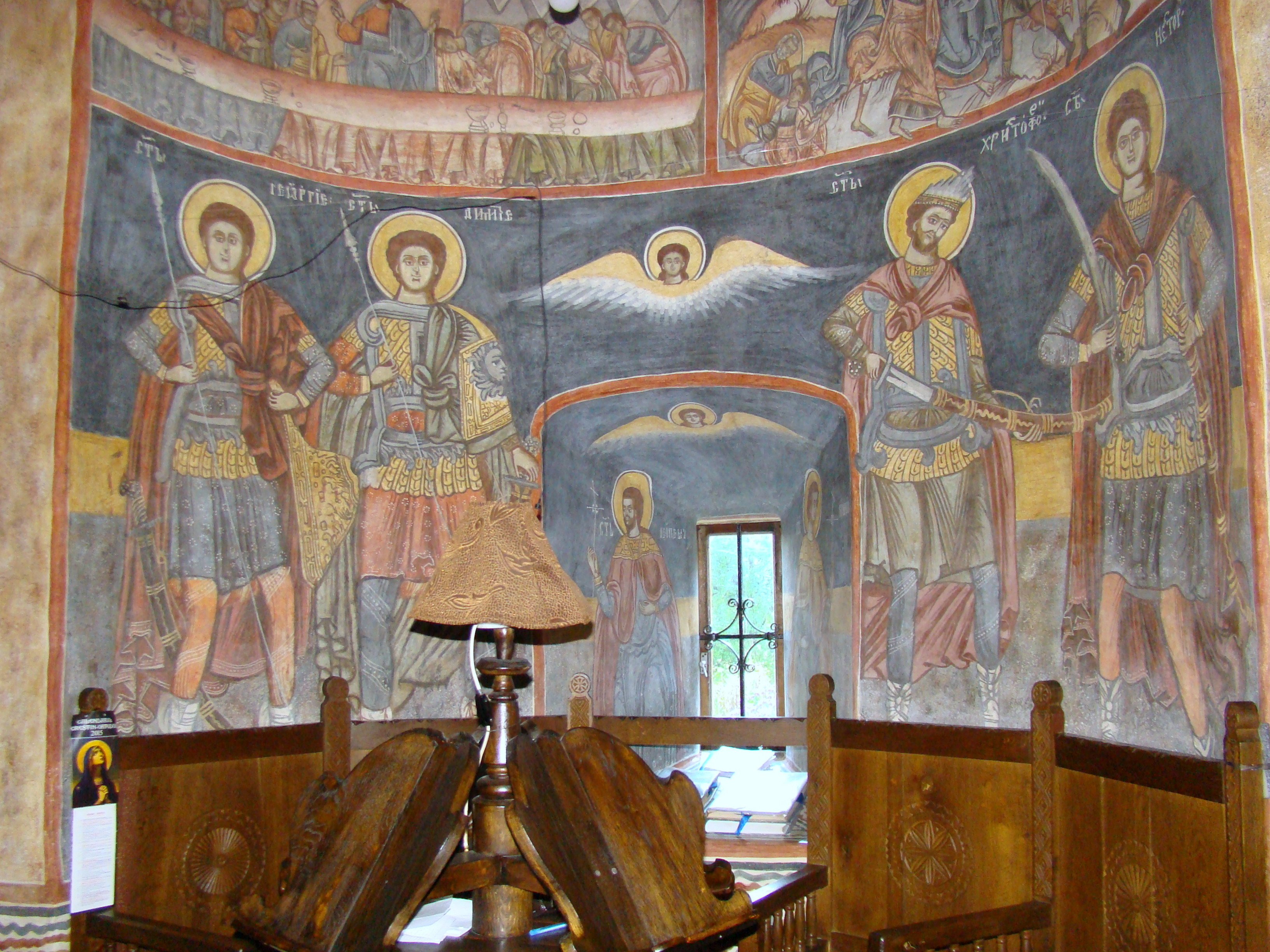
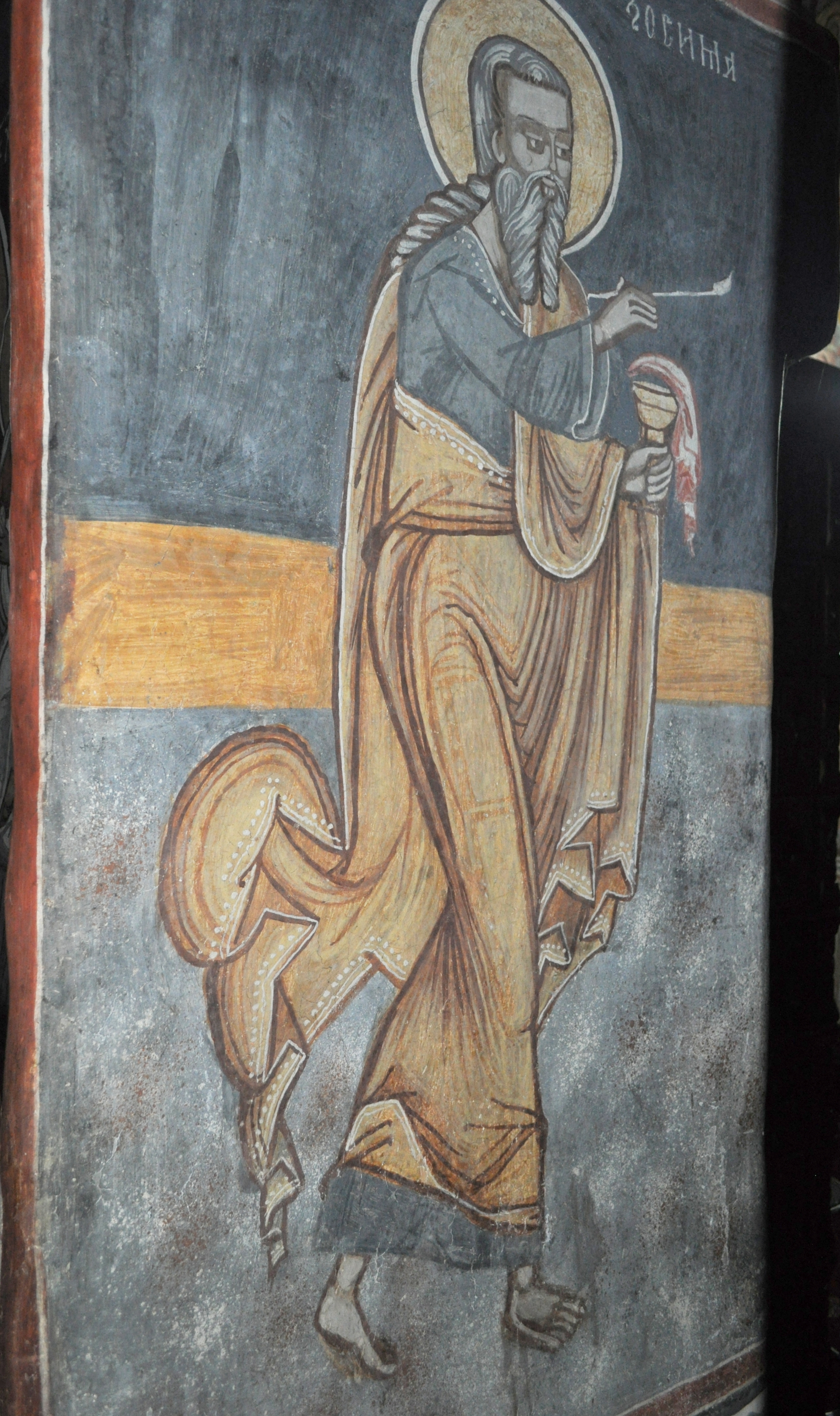
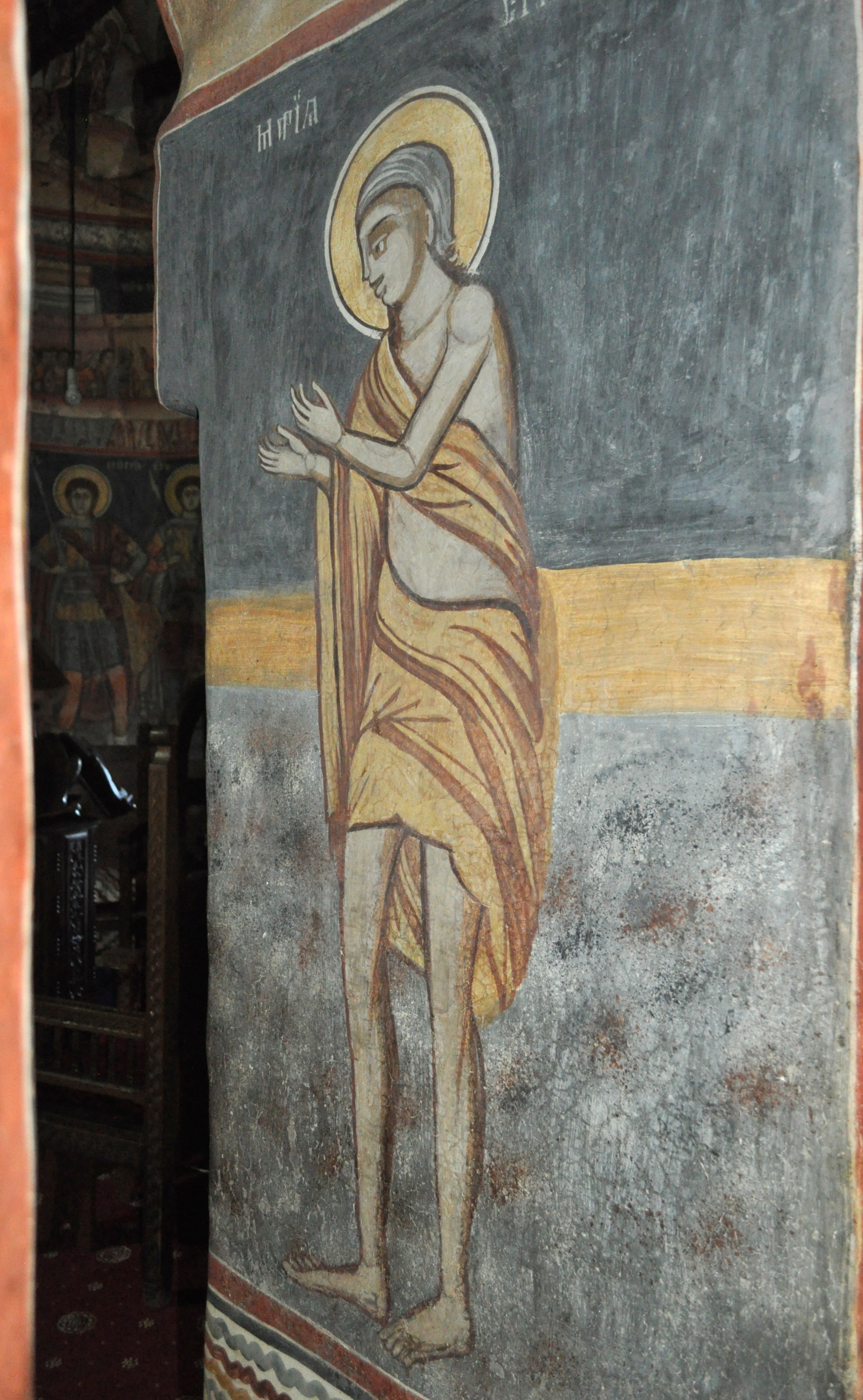
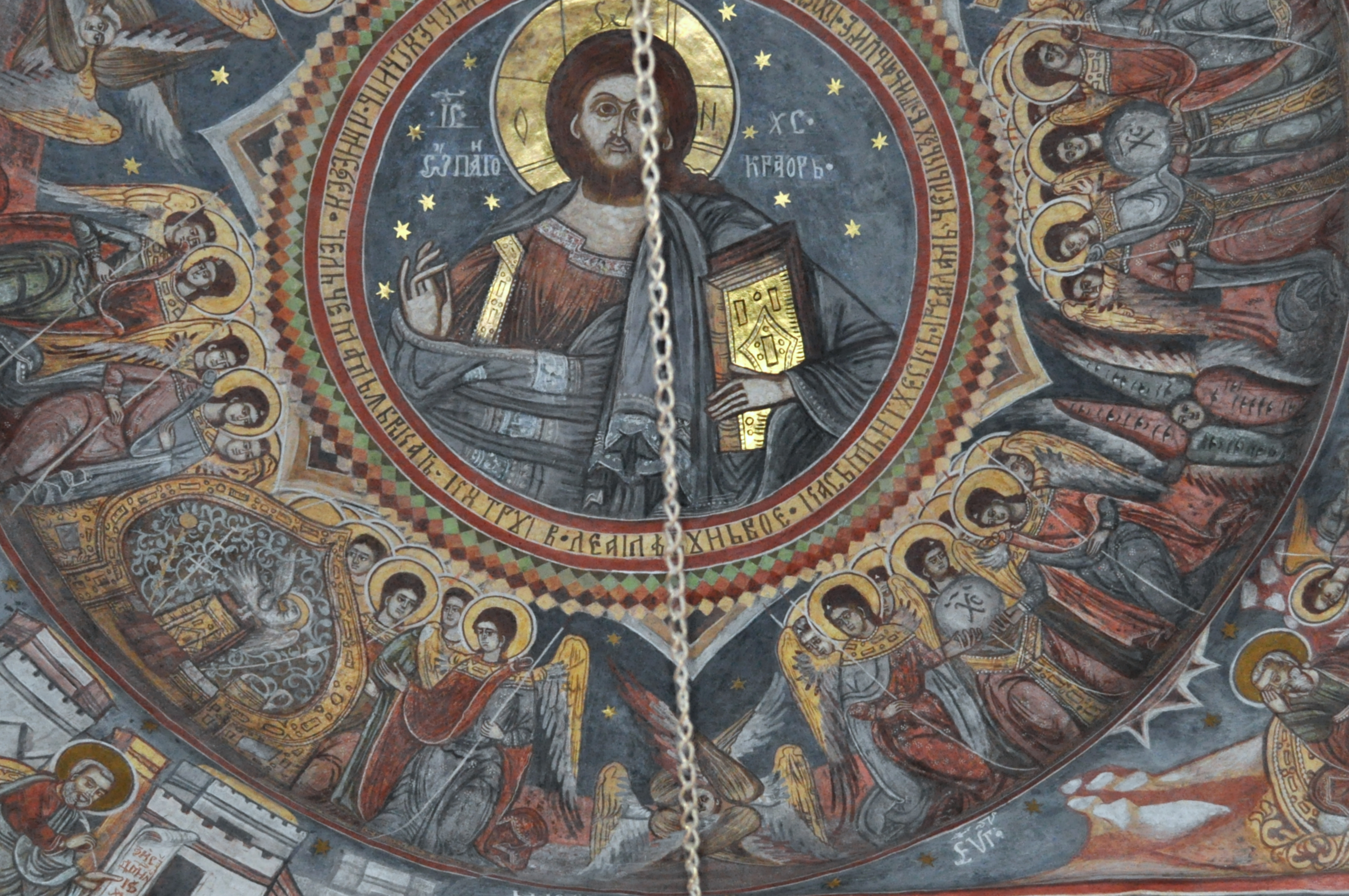
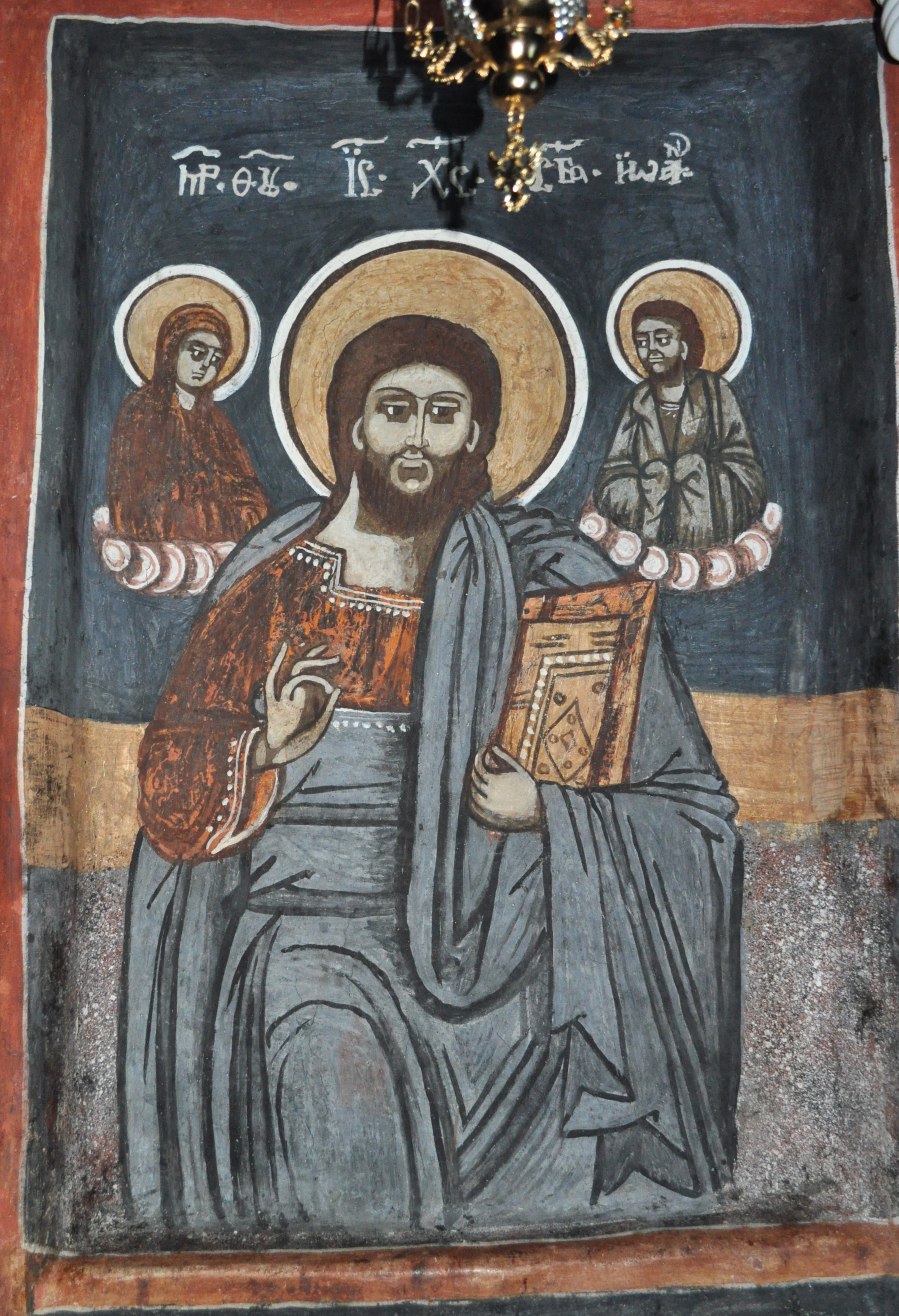
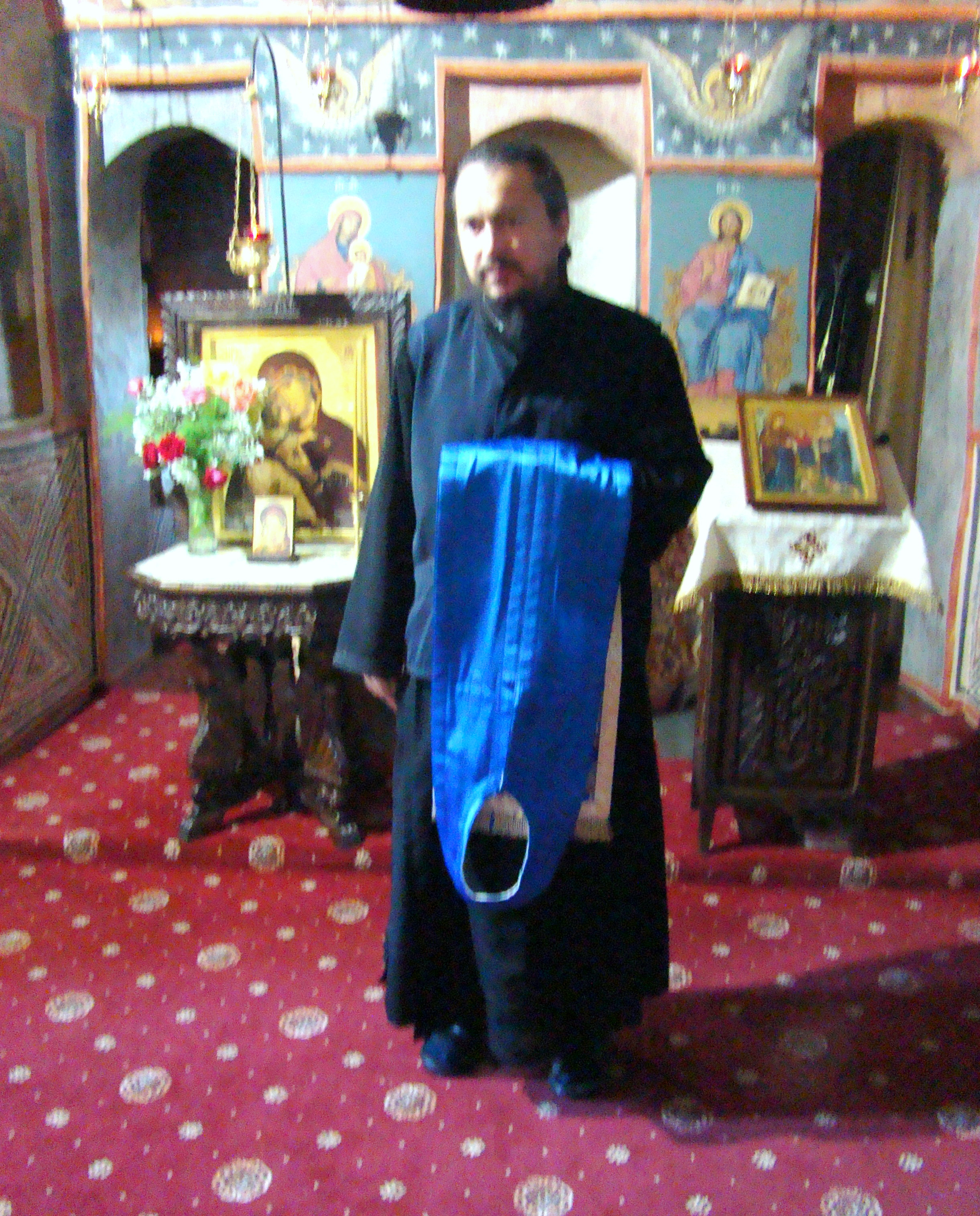
Părintele Andrei de la biserica „Sfinţii Ioachim și Ana”
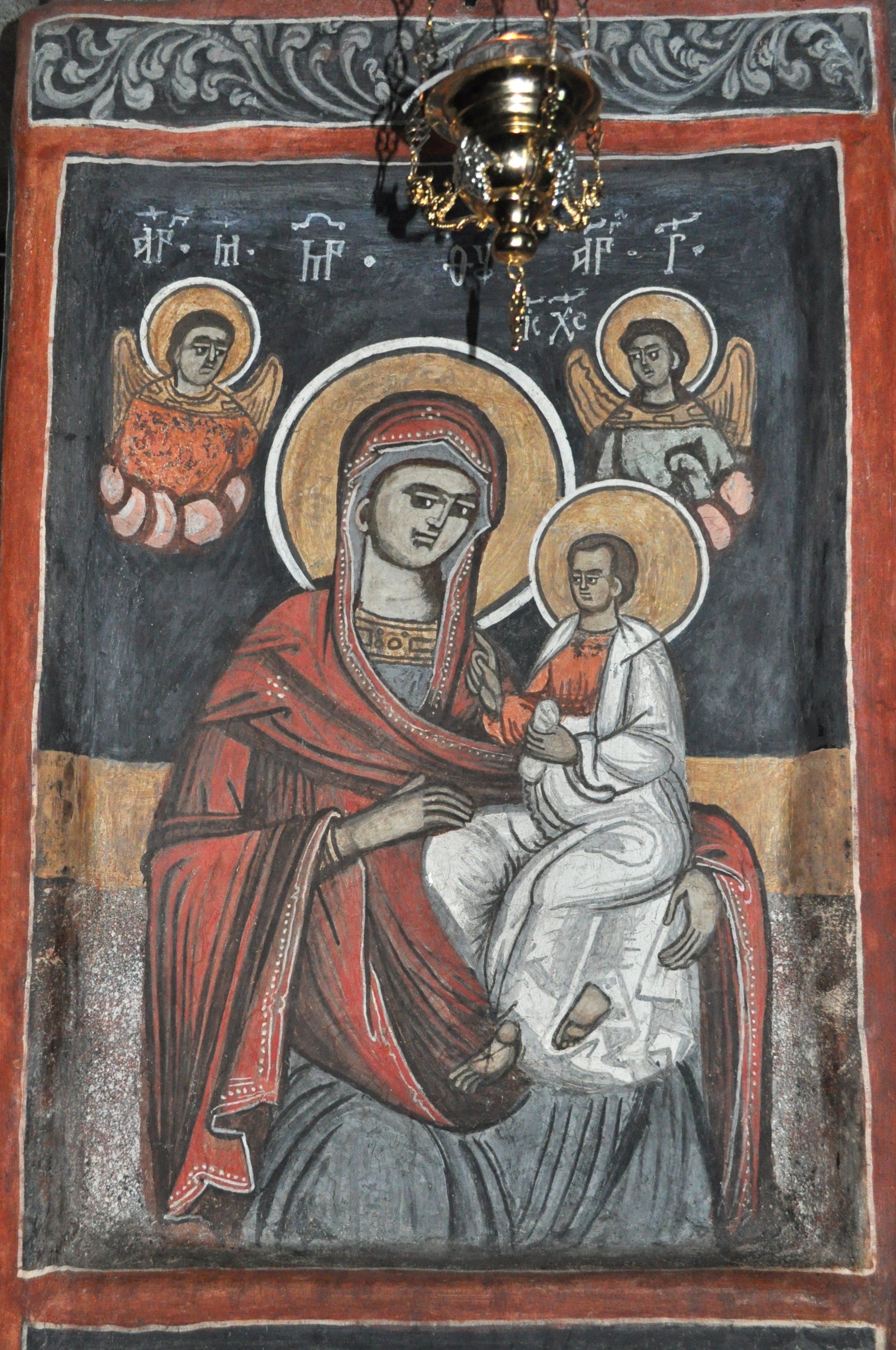
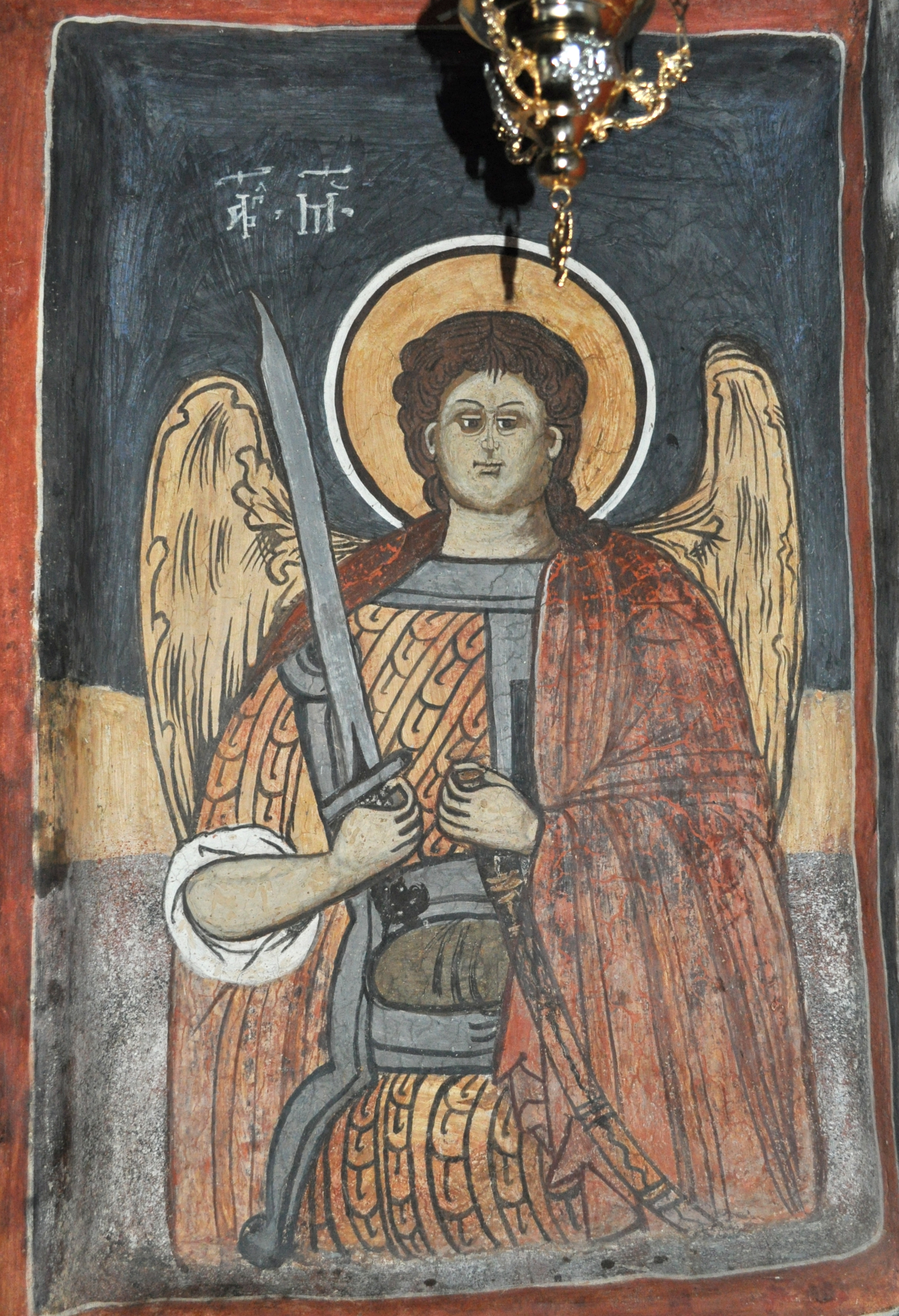
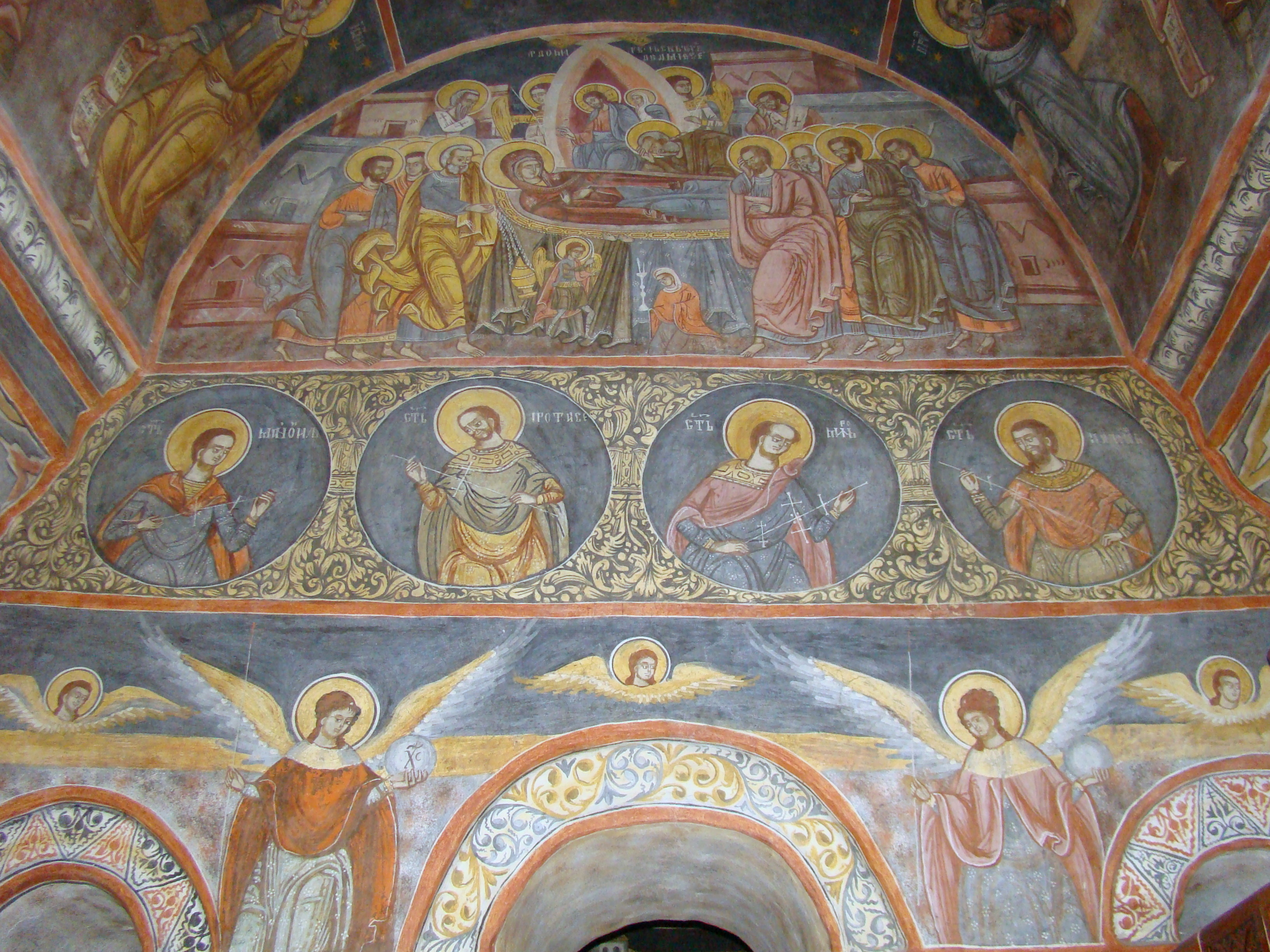
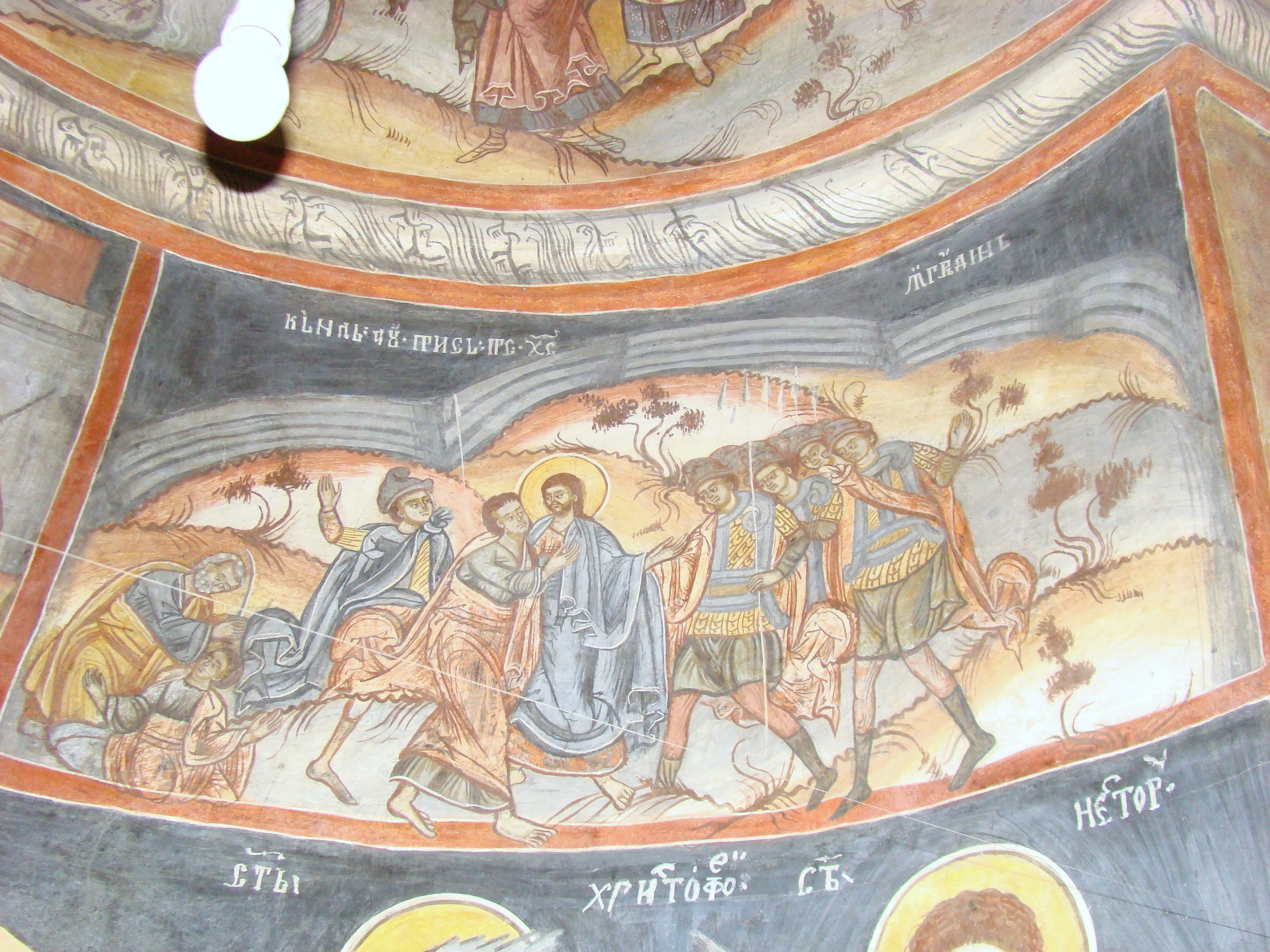
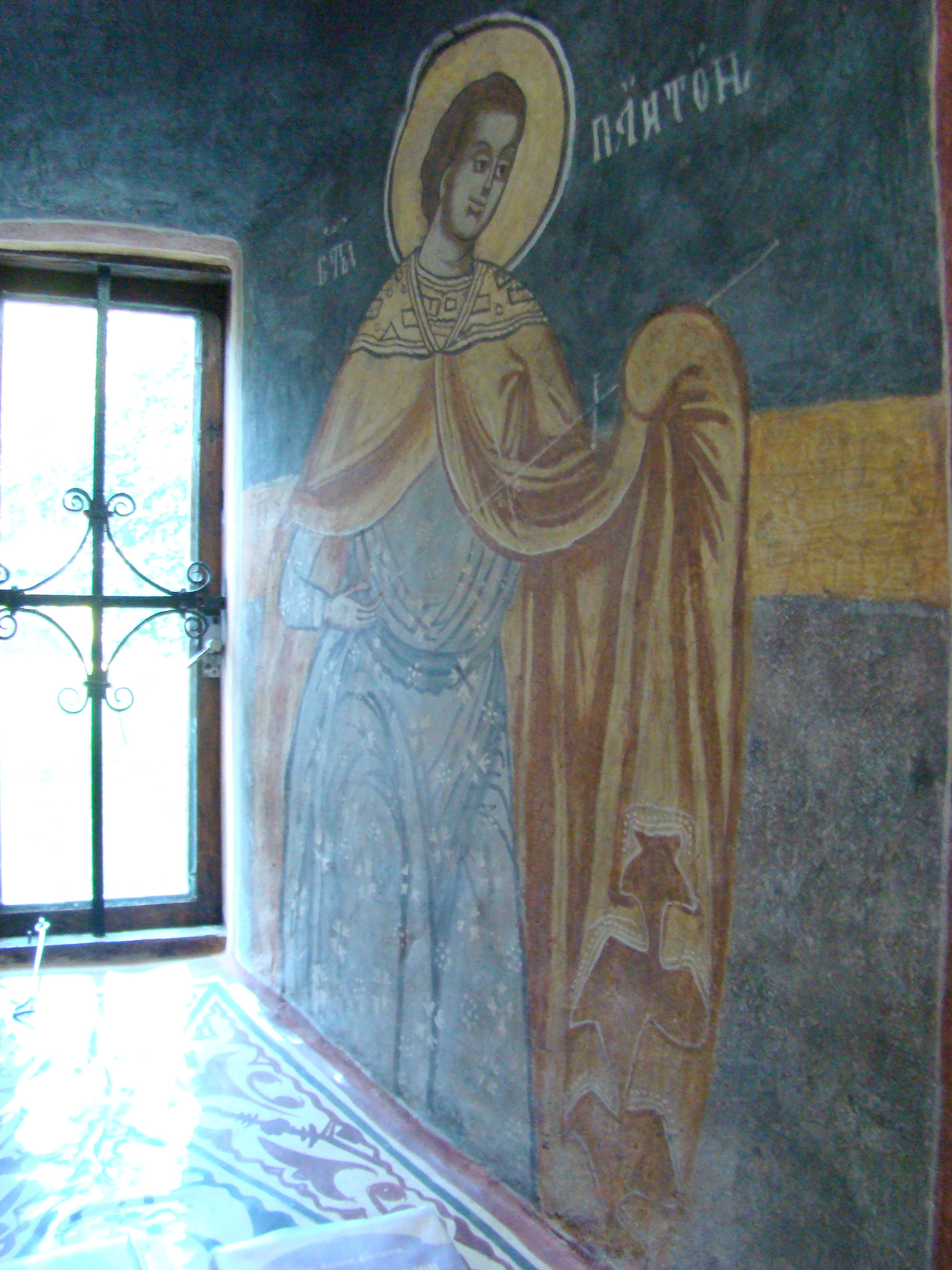
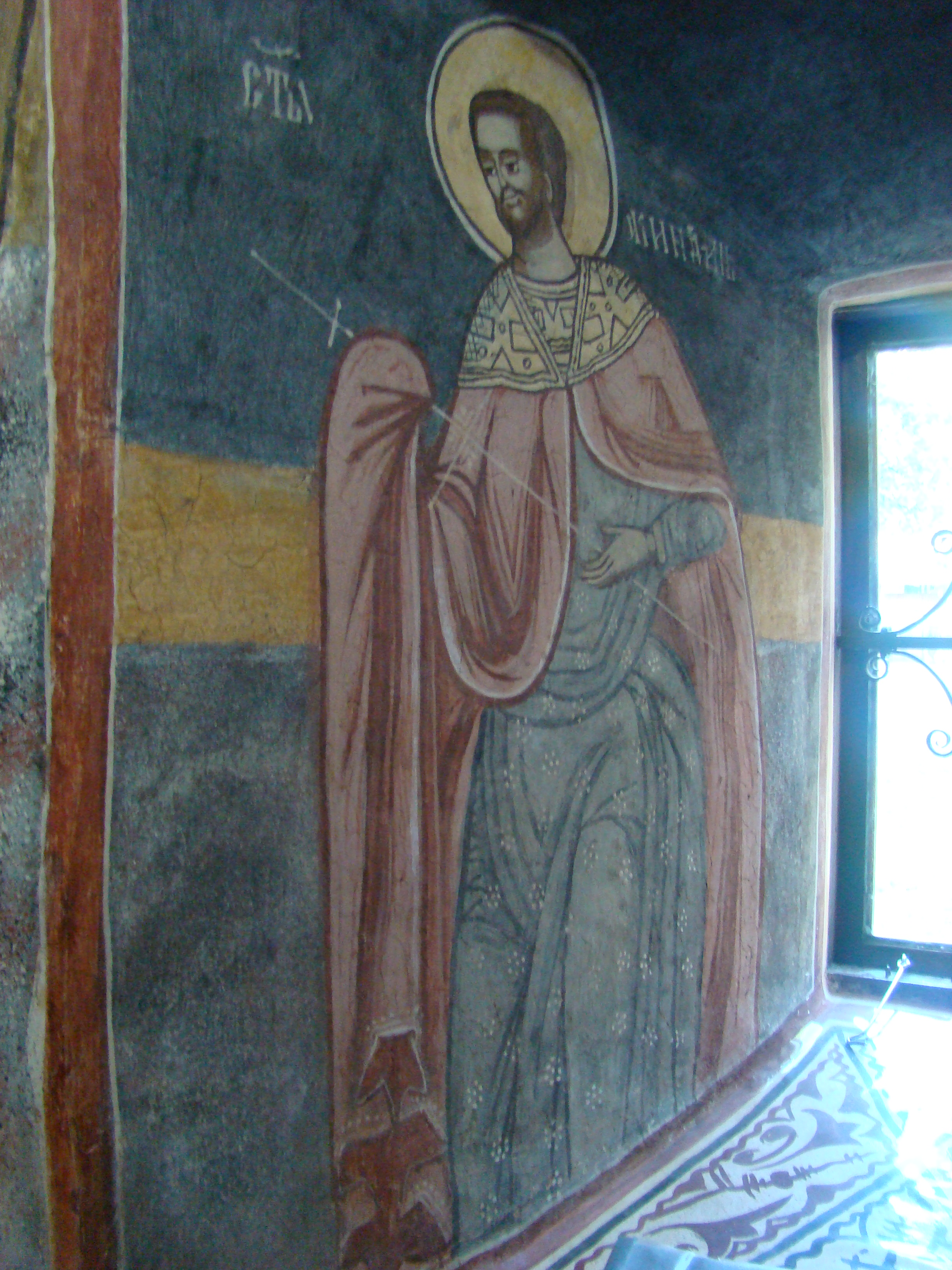